# Cronología del Euromaidán

La cinta ucraniana. Las cintas son símbolos comunes de la protesta no violenta.

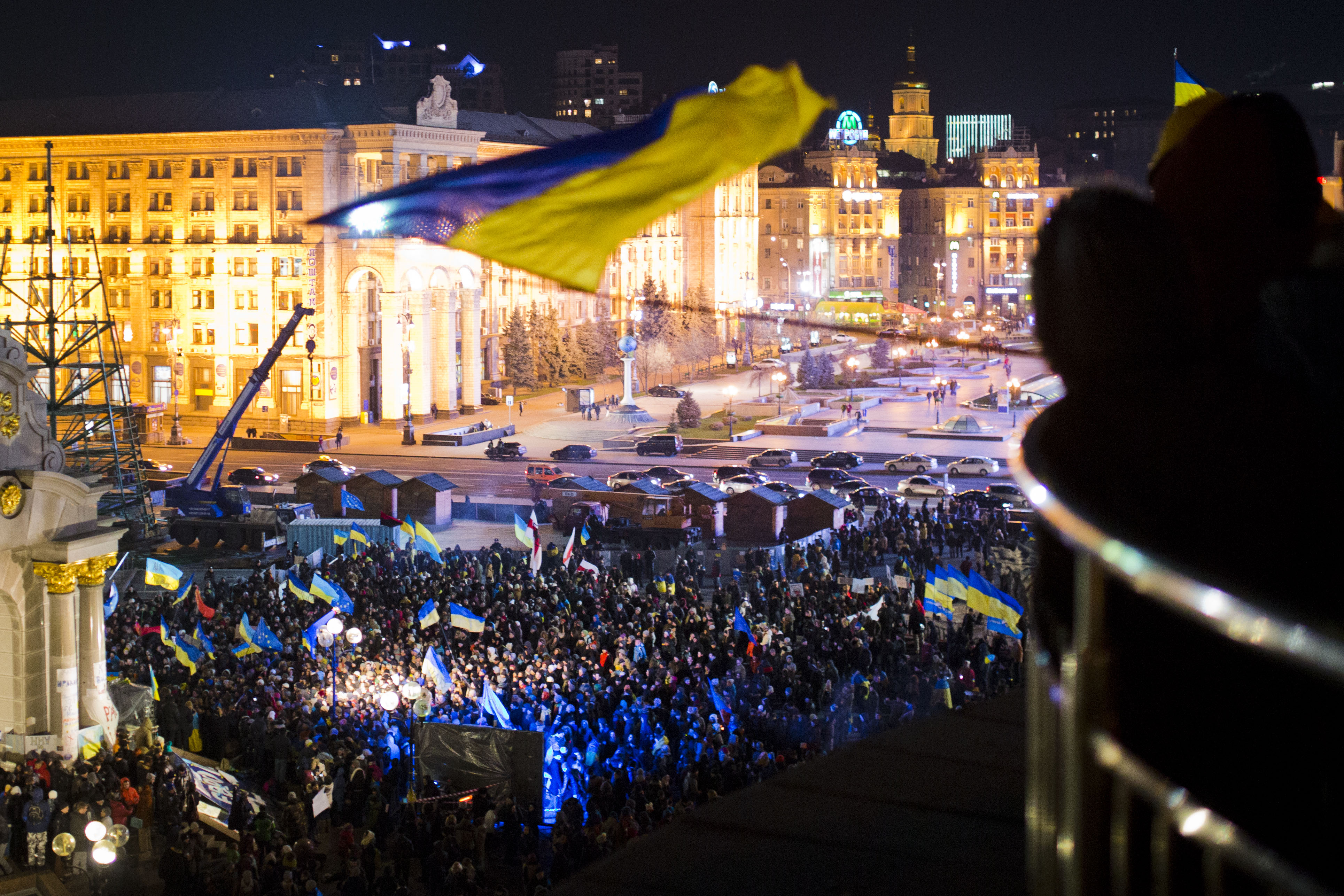
Manifestación a favor de la Unión Europea en Kiev, 27 de noviembre de 2013

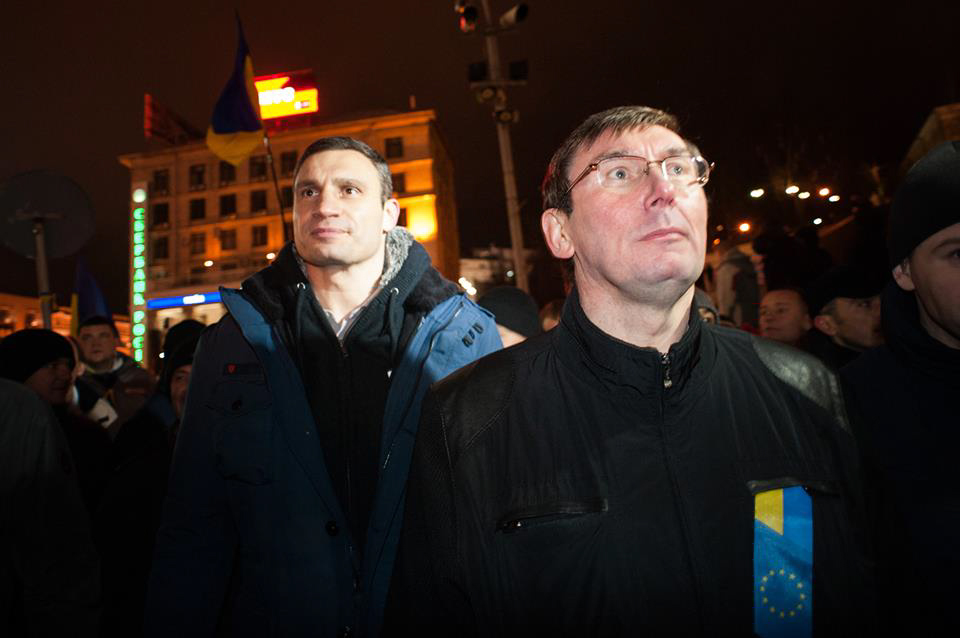
Los líderes de la oposición Vitali Klichkó y Yuriy Lutsenko están con los manifestantes en la Plaza Europea

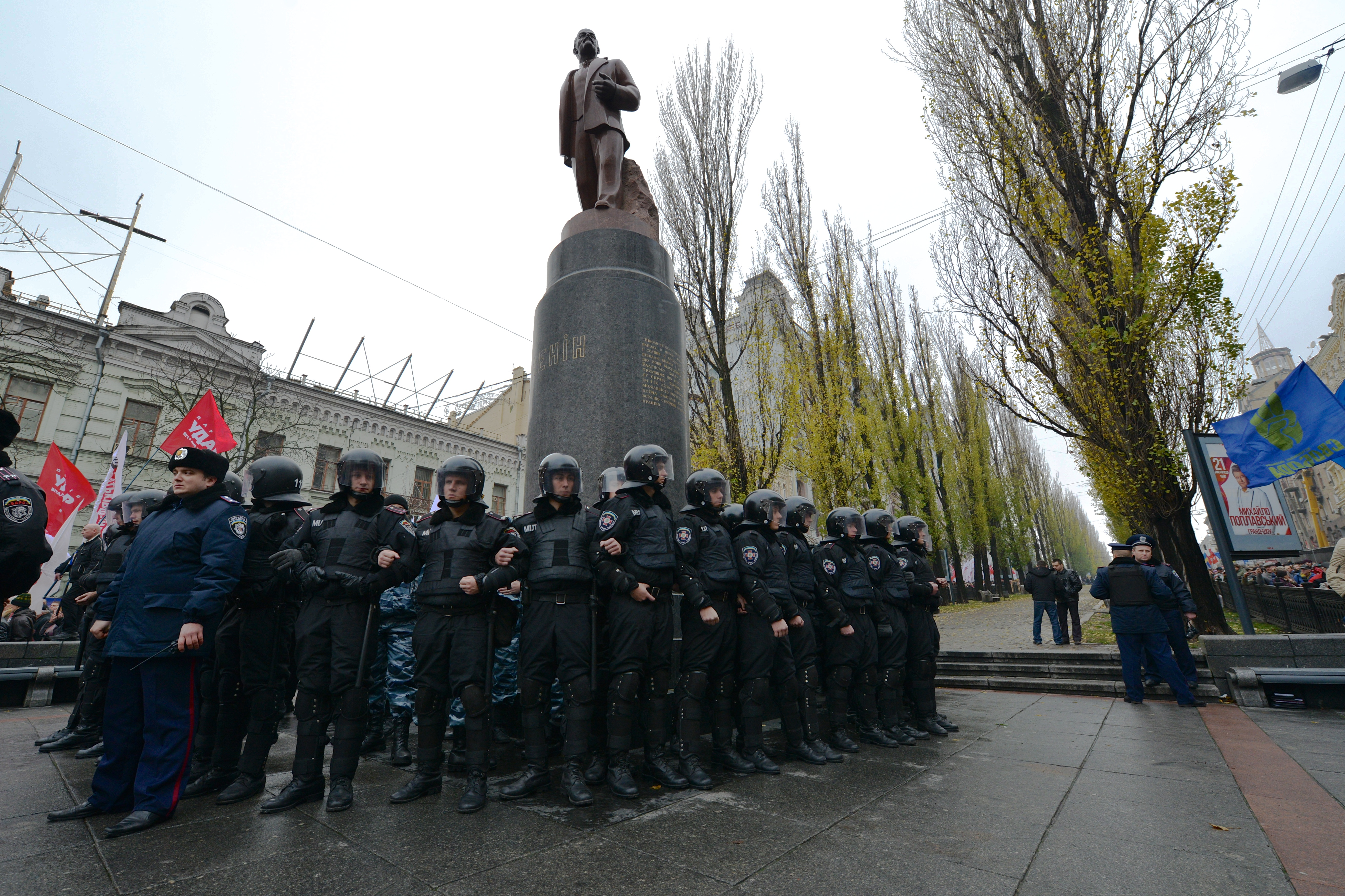
Cordón del Bérkut custodiando la estatua del líder comunista Vladímir Lenin (24 de noviembre).

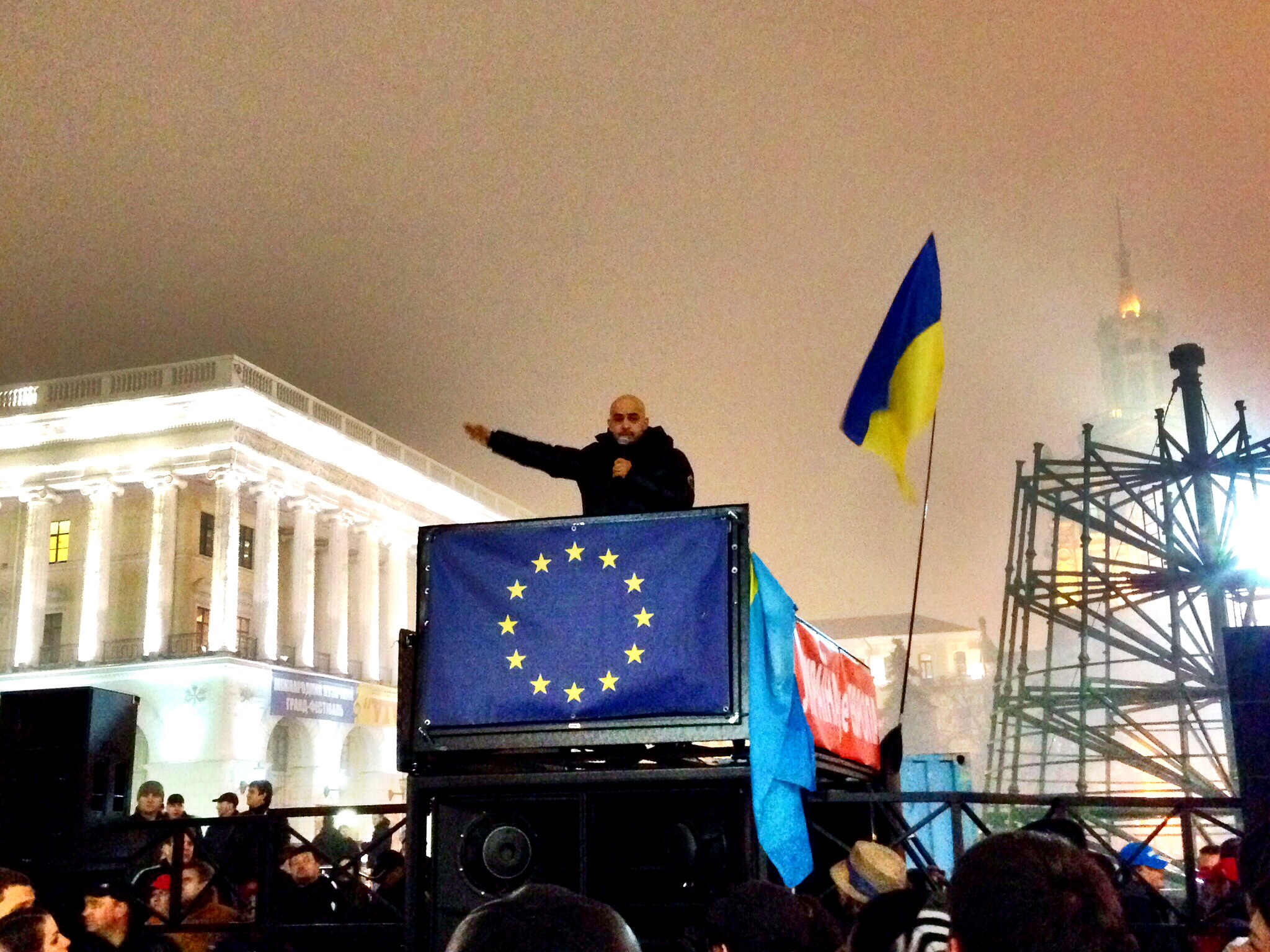
Mustafá Nayem, periodista de Ukrainska Pravda, en el Euromaidán, 23 de noviembre de 2013

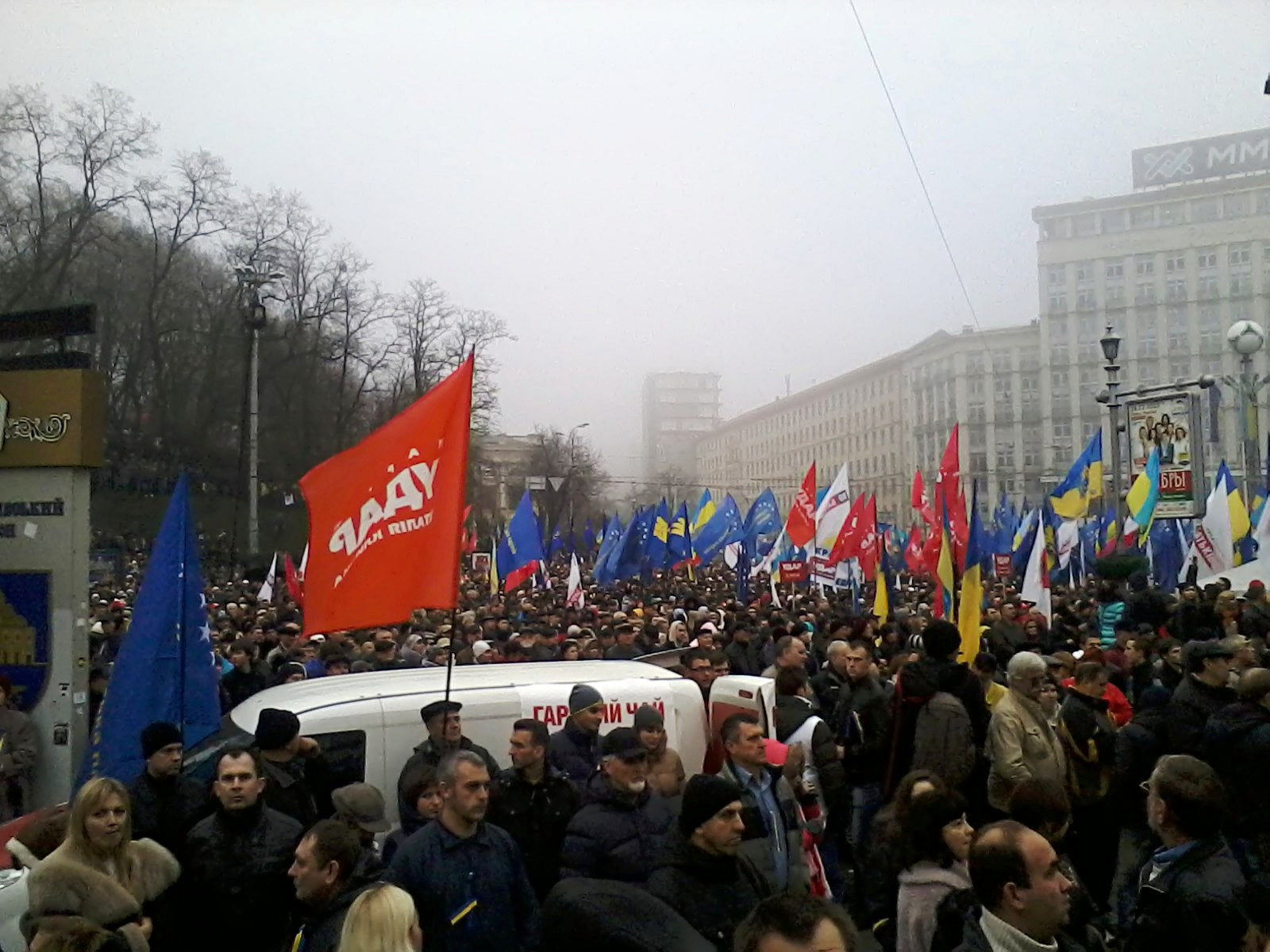
Protestas en Kiev el 24 de noviembre de 2013

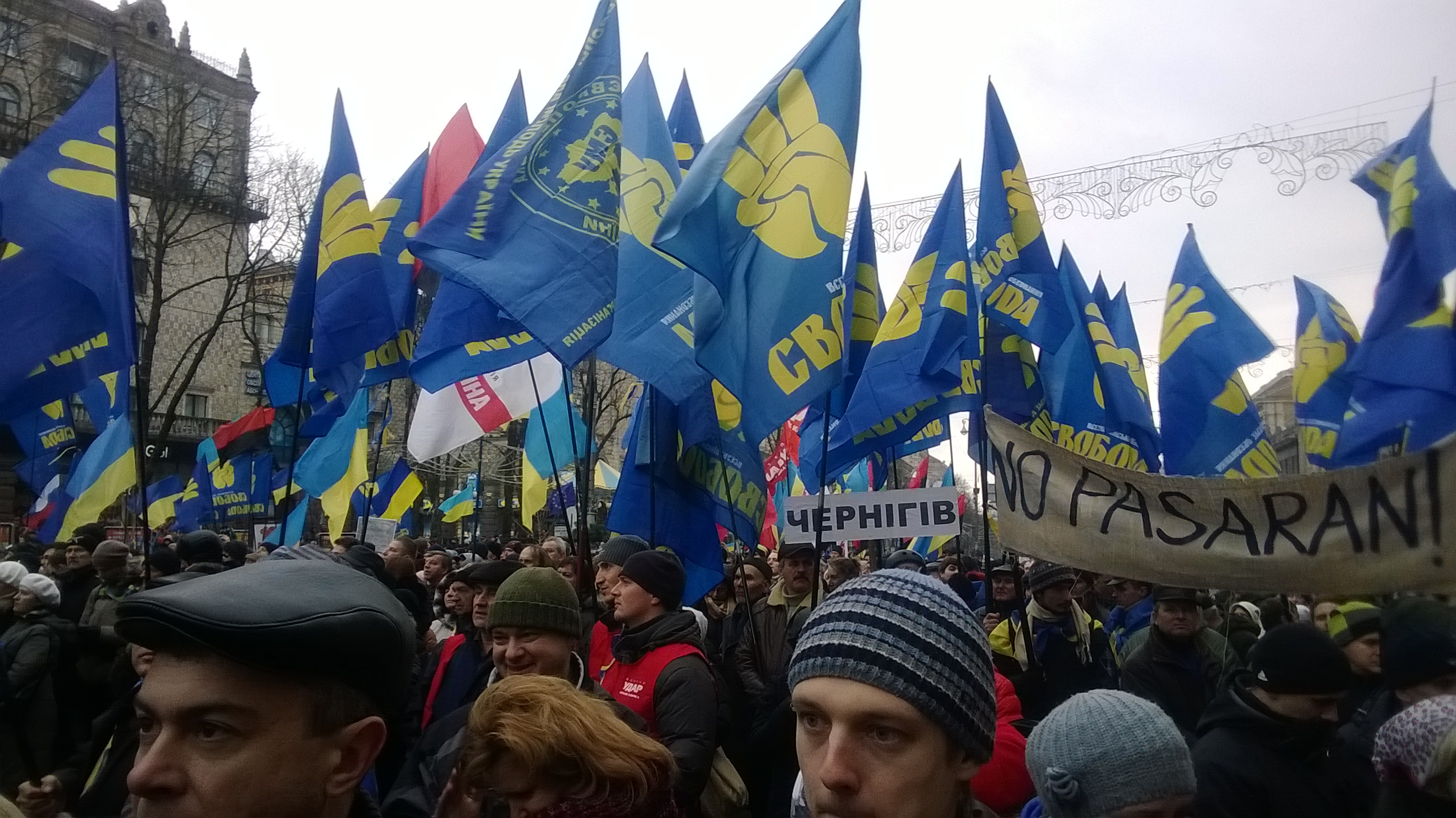
Protestas a favor de la UE en Kiev, 1 de diciembre de 2013

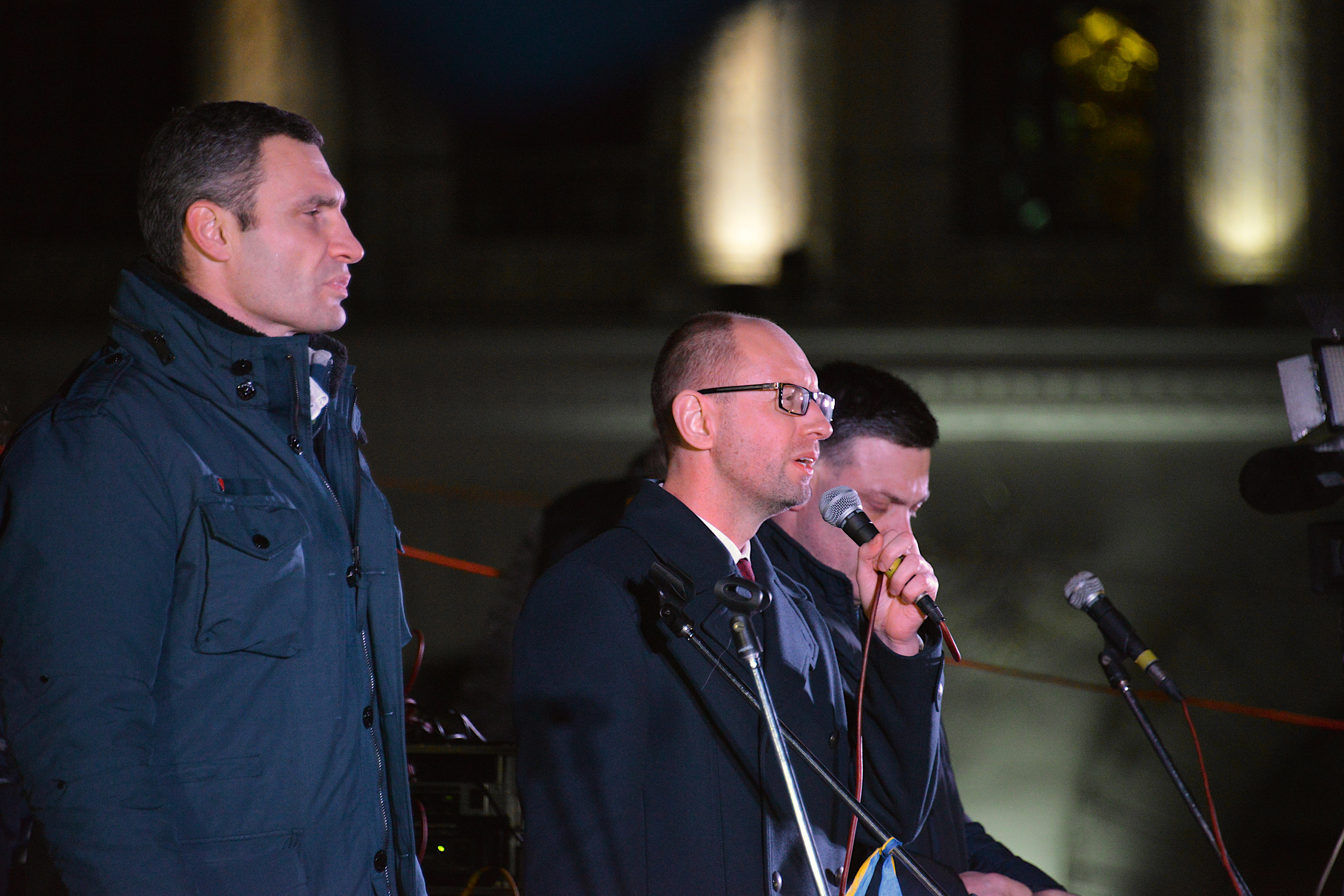
Tres líderes de la oposición en el Maidán: Vitali Klichkó, Arseniy Yatsenyuk y Oleh Tyahnybok (de izda. a dcha.)

El Euromaidán (en ucraniano: Євромайдан, Yevromaidán, literalmente "plaza del euro" ) fue una ola de manifestaciones y disturbios civiles en Ucrania, que comenzó en la noche del 21 de noviembre de 2013 con protestas públicas multitudinarias para exigir una mayor integración europea. El alcance de las protestas evolucionó durante los meses siguientes, culminando con la dimisión del gobierno de Mykola Azárov y la destitución del presidente Yanukóvich. Los manifestantes también declararon que se unieron debido a la dispersión de los manifestantes el 30 de noviembre y a "la voluntad de cambiar la vida en Ucrania". El 25 de enero de 2014, las protestas se vieron alimentadas por la percepción de la corrupción generalizada del gobierno, el abuso de poder y la violación de los derechos humanos en Ucrania.

## 21 a 29 de noviembre de 2013
El Euromaidán comenzó en la noche del 21 de noviembre de 2013, cuando hasta 2.000 manifestantes se reunieron en la Plaza de la Independencia de Kiev y comenzaron a organizarse con la ayuda de las redes sociales. Tras conocer el decreto del Gobierno ucraniano de suspender los preparativos para la firma del Acuerdo de Asociación el 21 de noviembre de 2013, uno de los líderes del partido de la oposición Batkivshchyna, Arseniy Yatsenyuk, convocó, a través de Twitter, protestas (que bautizó como #Euromaidan) en la Plaza de la Independencia. El blog de Yuri Andréiev en Korrespondent.net pidió a la gente que se reuniera en la Plaza de la Independencia ese día a las 22:30. 
Aproximadamente 2.000 personas se reunieron en la noche del 22 de noviembre en la Plaza de la Independencia para protestar por la decisión del gobierno ucraniano de suspender el proceso de integración de Ucrania en la Unión Europea. En los días siguientes, la oposición y los partidos pro-UE lideraron las protestas.
El 24 de noviembre, tuvo lugar una concentración más grande, en la que se reunieron entre 50.000 y 200.000 personas en la Plaza de la Independencia. Los manifestantes pro-UE, con banderas ucranianas y de la UE, corearon "Ucrania es Europa" y cantaron el himno nacional mientras marchaban hacia la Plaza Europea para la concentración. Las agencias de noticias afirmaron que se trataba de la mayor protesta desde la Revolución Naranja de 2004. Después de que un pequeño grupo de manifestantes intentara asaltar el edificio del Gobierno, la policía utilizó gases lacrimógenos para dispersarlos. Los manifestantes también utilizaron gases lacrimógenos y algunos petardos (según la policía, los manifestantes fueron los primeros en utilizarlos). Según la Fiscalía General, entre el 24 de noviembre y el 13 de diciembre resultaron heridas más de 400 personas, entre ellas 200 policías y 18 estudiantes.
El 25 de noviembre, la ex primera ministra encarcelada Yulia Tymoshenko inició una huelga de hambre en protesta por la "renuencia del presidente Yanukóvych a firmar el Acuerdo de Libre Comercio Profundo y Global ".
Una declaración del 26 de noviembre de 2013 del primer ministro ucraniano, Mykola Azárov, en la que afirmaba: "Afirmo con plena autoridad que el proceso de negociación sobre el Acuerdo de Asociación continúa, y que la labor de acercamiento de nuestro país a los estándares europeos no se detiene ni un solo día", no apaciguó a los manifestantes que bloquearon el edificio gubernamental durante la sesión del gabinete en la que Azárov hizo la citada declaración. Ese mismo día, la ciudad de Kiev instaló una carpa en la que sirvió té caliente y bocadillos en la Plaza de la Independencia, donde se concentraban unos 2.000 estudiantes. Según el Kyiv Post, esto formaba parte del "intento de las autoridades ucranianas de presentarse como aliadas de los manifestantes que, en muchos casos, piden la dimisión del gobierno si no firma un acuerdo de asociación con la Unión Europea esta semana". Ese mismo día se informó de que las cuentas de las redes sociales de los manifestantes estaban siendo pirateadas y que se estaban publicando mensajes de dudosa reputación en lugar de noticias y comentarios sobre la manifestación.

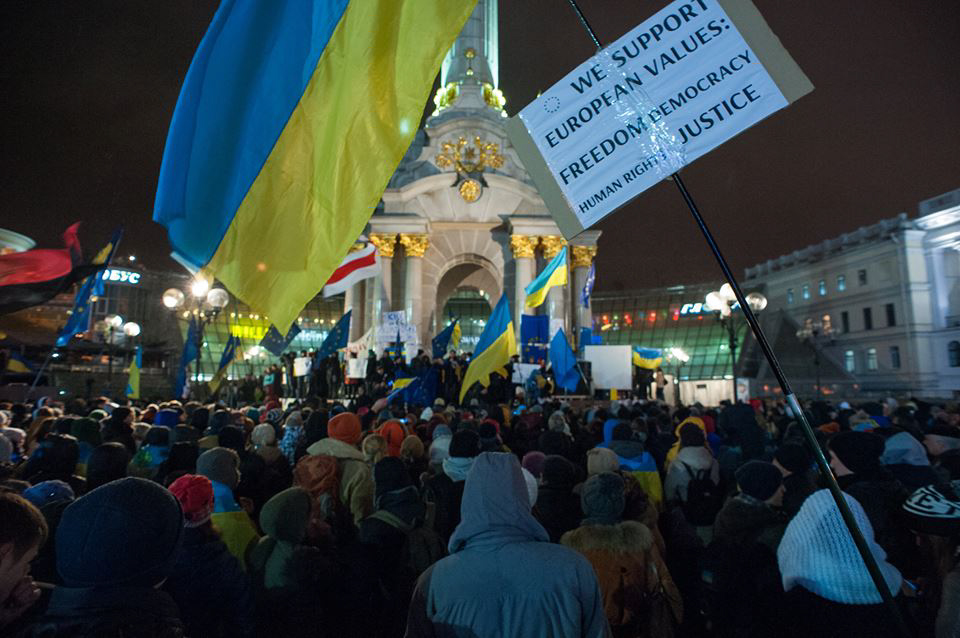
Miles de ucranianos continúan expresando su apoyo a la integración europea y protestando contra la decisión del gobierno ucraniano de negarse a firmar la asociación con la UE en Vilnius. 27 de noviembre de 2013. Kiev, Ucrania.

Los días 26 y 27 de noviembre de 2013, la presidenta del Parlamento lituano, Loreta Graužinienė, y el diputado polaco Marcin Święcicki se dirigieron a los manifestantes en la Plaza de la Independencia. Hubo actos musicales como el que ofreció Ruslana  para los manifestantes en la Plaza de la Independencia. El 27 de noviembre se informó de que el personal del Instituto Politécnico de Járkov supuestamente había controlado la asistencia a clase, amenazando con la expulsión a los estudiantes que faltaran a las concentraciones a favor de la UE en Kiev. En otras universidades, los administradores prohibieron a los estudiantes unirse a las protestas pro-UE, publicar comentarios políticos en las redes sociales y llevar lazos de Ucrania-UE. Según Euronews, los manifestantes en Kiev fueron diez mil personas, muchas de ellas estudiantes.

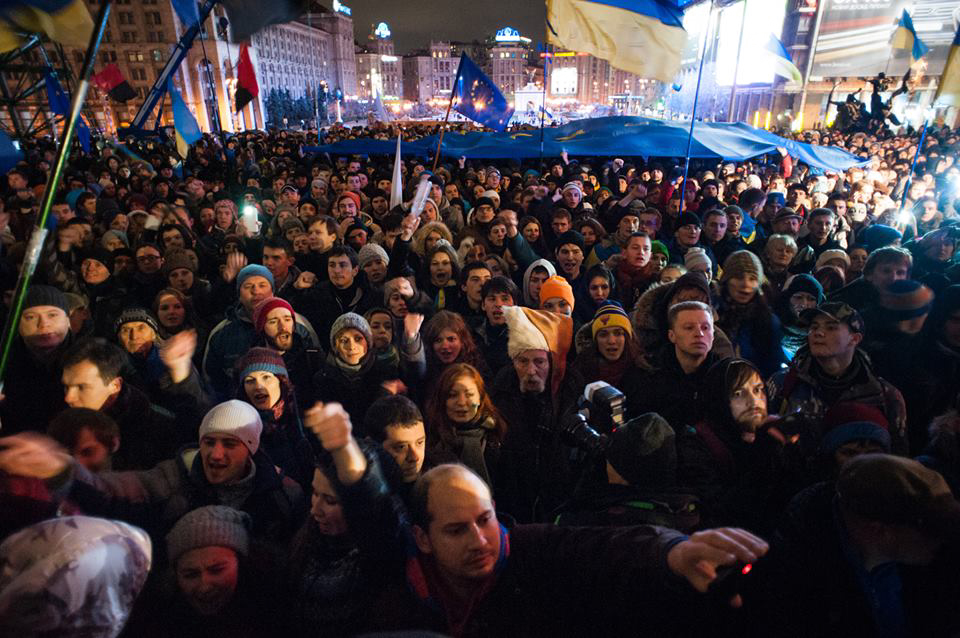
La Plaza de la Independencia se inundó de personas que protestaban a favor de la UE el 27 de noviembre de 2013 en Kiev, Ucrania.

Al mediodía del 28 de noviembre (octavo día de protestas), unas 3.000 personas se reunieron en la Plaza de la Independencia; no se informó de ningún símbolo de partido, sólo de banderas ucranianas y de la Unión Europea. La multitud aumentó hasta 4.000 personas por la tarde, mientras era amenizada de nuevo por artistas populares ucranianos.
El 29 de noviembre de 2013, quedó claro que Ucrania no había firmado el Acuerdo de Asociación en la Cumbre de la Asociación Oriental celebrada en Vilna. El número de manifestantes en Kiev aumentó a 10.000. En Leópolis los manifestantes eran unos 20.000. Al igual que en Kiev, los manifestantes de Leópolis se unieron en una cadena humana, vinculando simbólicamente a Ucrania con la Unión Europea (los organizadores afirmaron que unas 100 personas incluso cruzaron la frontera ucraniano-polaca para extender la cadena hasta la Unión Europea). Euronews informó de que los manifestantes de Kiev creían que la concentración debía continuar y pedían la dimisión del segundo gobierno de Azárov y del presidente Víktor Yanukóvich.

## Ataque del 30 de noviembre a los manifestantes

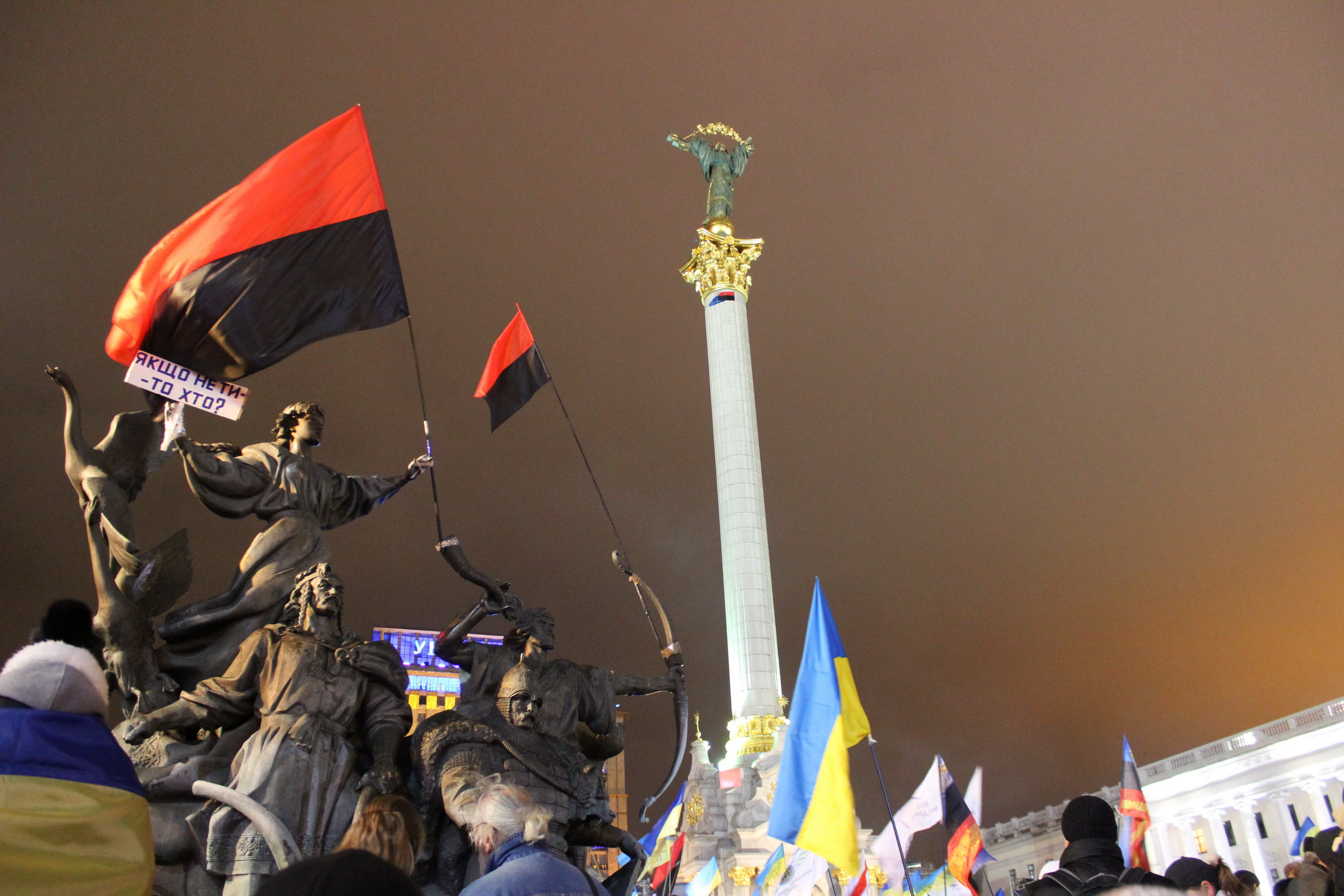
La Plaza de la Independencia el 29 de noviembre, la noche anterior al ataque.

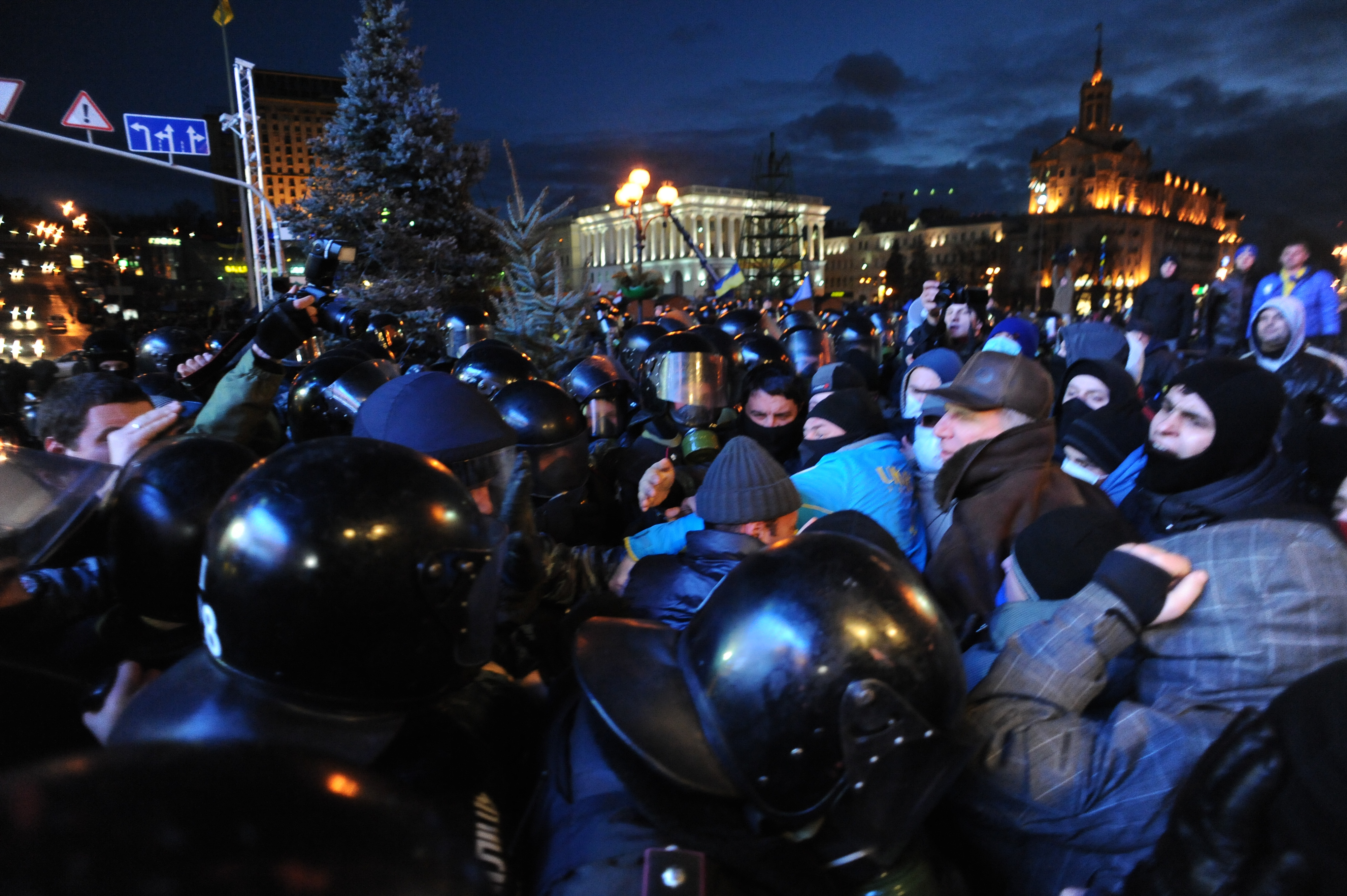
La policía de Bérkut ataca a los manifestantes la noche del 30 de noviembre

En la noche del 30 de noviembre de 2013 a las 04:00, armados con porras, granadas de aturdimiento y gases lacrimógenos, unidades especiales de la policía de Bérkut atacaron y dispersaron a todos los manifestantes de la Plaza de la Independencia mientras suprimían las comunicaciones por telefonía móvil. La policía atacó no solo a los manifestantes (la mayoría de los cuales no opusieron resistencia) sino también a otros civiles en las cercanías de la Plaza de la Independencia, cuando las fuerzas de la Bérkut persiguieron a personas desarmadas varios cientos de metros y siguieron golpeándolas con las porras y a patadas. Inicialmente, 35 personas resultaron heridas como resultado de la incursión de la milicia, incluido un camarógrafo de Reuters y un fotógrafo. Otros manifestantes fueron detenidos. La mayoría de los manifestantes eran estudiantes. A las 09:20, la Bérkut sitió el Monasterio de San Miguel de las Cúpulas Doradas, donde se encontraban refugiados aproximadamente 50 activistas del Euromaidán, incluidos los heridos. La portavoz de la policía, Olha Bilyk, justificó la redada policial diciendo que los manifestantes estaban interfiriendo con los preparativos para decorar la plaza para las fiestas de Navidad y Año Nuevo, y los acusó de arrojar piedras y quemar troncos. El ministro del Interior, Vitali Zajárchenko, se disculpó más tarde y afirmó que "la policía antidisturbios abusó de su poder" y prometió una investigación exhaustiva. A través de la televisión estatal, agregó que  "si se producen llamamientos a disturbios masivos, reaccionaremos con dureza".
En una declaración oficial, el fiscal general adjunto de Ucrania, Anatoliy Pryshkó, confirmó que 79 personas resultaron heridas durante la redada, incluidos 6 estudiantes, 4 reporteros y 2 extranjeros; 10 personas fueron hospitalizadas. Además, 7 policías también resultaron heridos.
El 30 de noviembre de 2013, a las 13:00 horas, se celebraba otra reunión espontánea en la plaza de Lenin, cerca del monasterio de San Miguel, mientras la Plaza de la Independencia seguía custodiada por las formaciones de la Bérkut. Los embajadores de una decena de países de la Unión Europea, entre los que se encontraba el embajador de la Unión Europea en Ucrania, Jan Tombiński, visitaron a los manifestantes en la reunión. Según Hromadske.TV, a las 16:00 horas había reunidas unas 5.000 personas que gritaban "No perdonaré", y "Revolución". En la plaza de San Miguel los manifestantes comenzaron a formar unidades de autorresistencia. Alrededor de 10.000 manifestantes aún permanecían en la tarde del día 30, y se calcula que otros 10.000 procedentes de Leópolis se desplazaron a Kiev el sábado por la noche.
El 30 de noviembre, los partidos de oposición Batkivshchyna, UDAR y Svoboda establecieron el "Cuartel General de la Resistencia Nacional" en toda Ucrania.

## 1 de diciembre de 2013 disturbios en Euromaidán

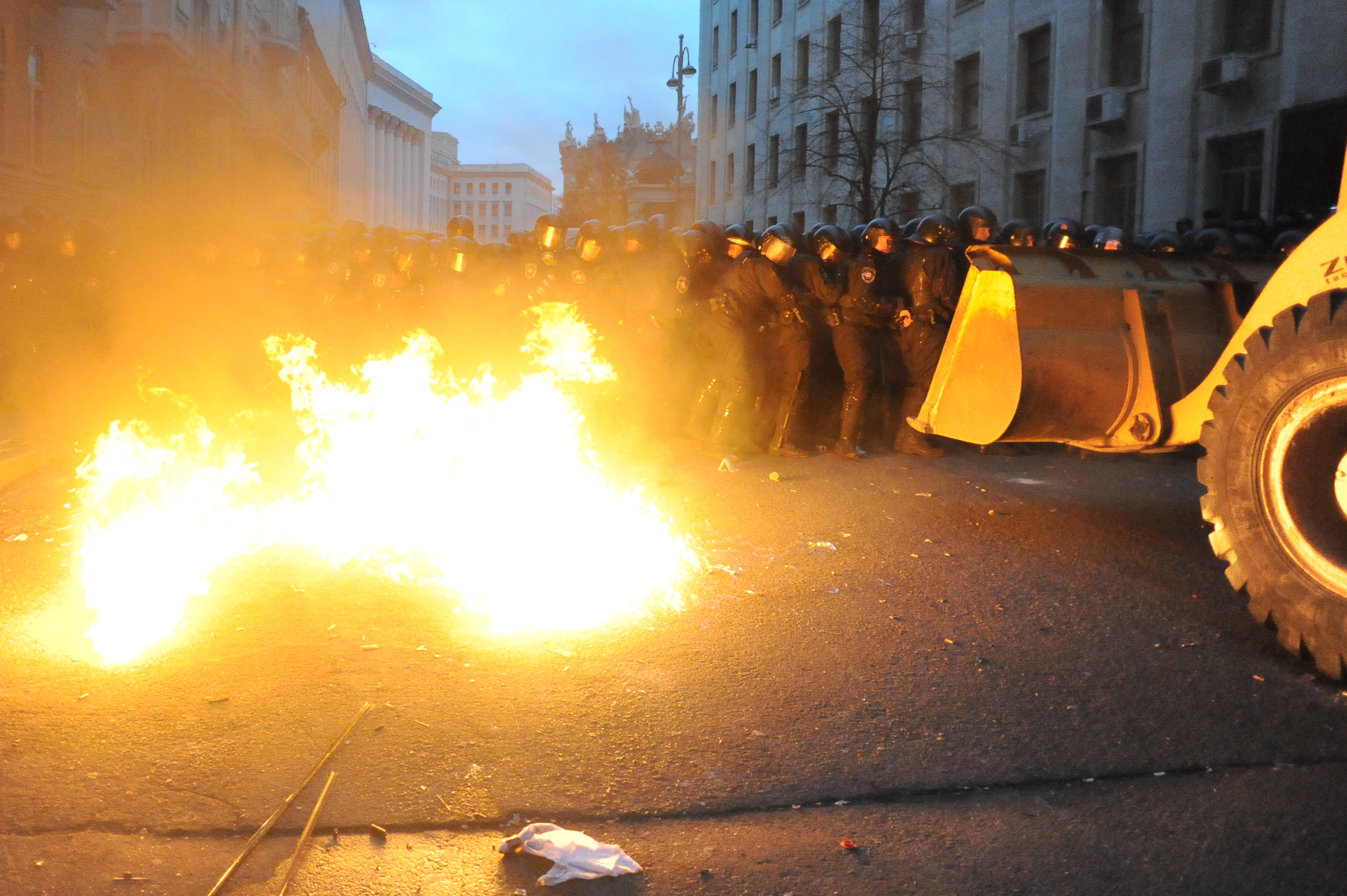
Asalto de tractores en la calle Bánkova

El 1 de diciembre de 2013 se produjeron una serie de disturbios en varios lugares del centro de Kiev (Ucrania) en respuesta a la violenta represión policial de los manifestantes pacíficos del Euromaidán y de los periodistas en la noche del 30 de noviembre. Ese día se produjo el mayor número de periodistas heridos por la policía en un solo evento desde la independencia de Ucrania en 1991. Además, el 1 de diciembre fue el primer caso de ocupación de un edificio público por manifestantes en la historia moderna del país.

## 2 a 7 de diciembre de 2013

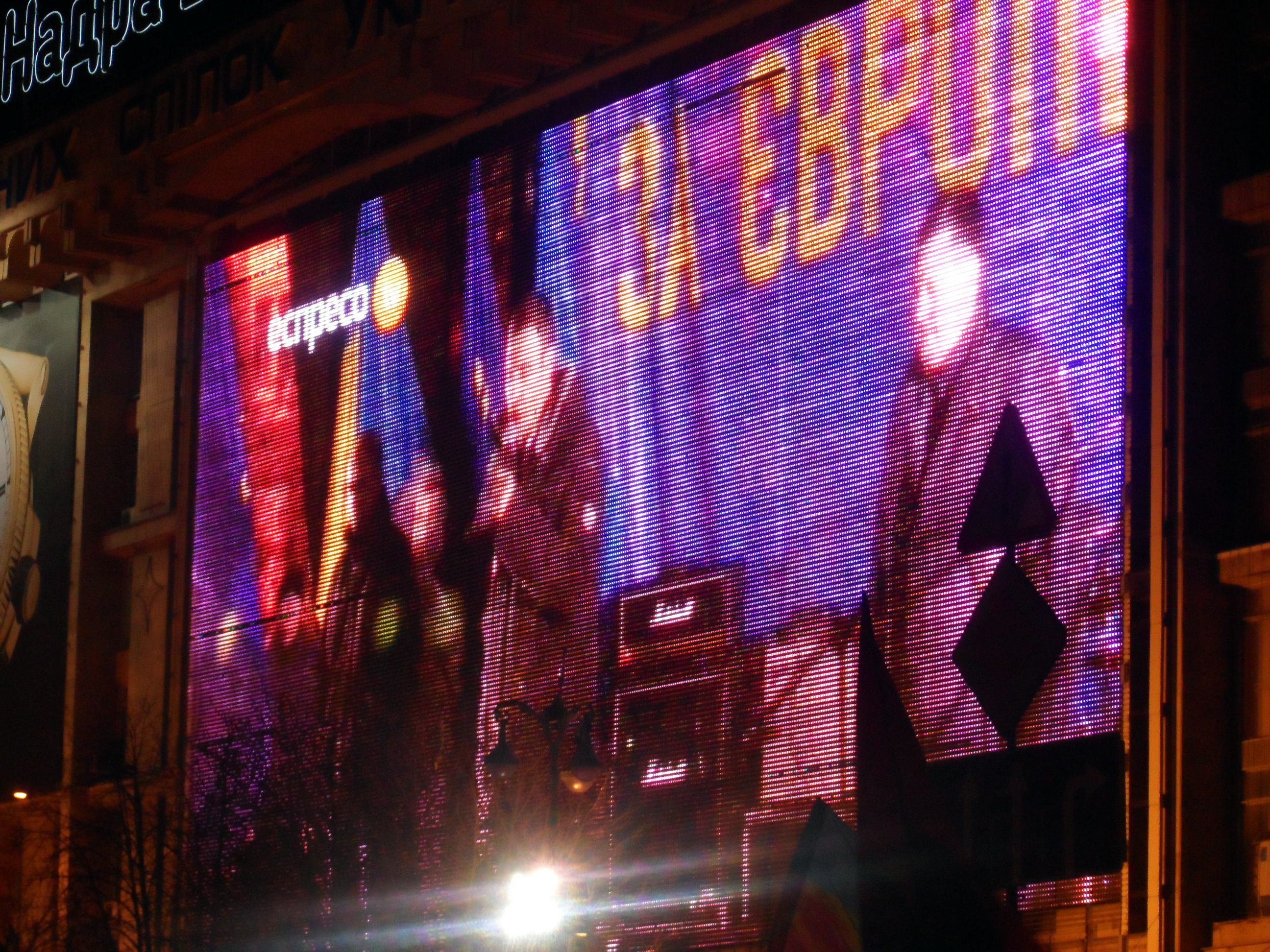
Vitali Klichkó se dirige a la multitud en la Plaza de la Independencia, Kiev, a las 19:27 horas del 3 de diciembre, tal y como se muestra en directo en la pantalla con vistas a la plaza

Al día siguiente de los disturbios, las protestas pacíficas continuaron y ocuparon la Plaza de la Independencia de Kiev, con la asistencia de decenas de miles de personas, mientras que miles demanifestantes bloquearon los principales edificios del Gabinete. Según el corresponsal de la BBC, David Stern, "han montado casi una especie de campamento militar, y han levantado una barricada impresionante alrededor del perímetro de la manifestación". David M. Herszenhorn, de The New York Times, describió la plaza como "extrañamente festiva" y añadió que "los líderes de la protesta, sintiendo que el impulso había cambiado a su favor, siguieron añadiendo infraestructura a su operación, trayendo monitores de televisión y levantando una pequeña ciudad de tiendas de campaña". En otros lugares, Leópolis, Ternópil e Ivano-Frankivsk anunciaron una huelga general en solidaridad con el movimiento. El Ministerio del Interior desplegó 1.000 tropas internas (Guardia Nacional) en Kiev alrededor de los principales edificios gubernamentales. La comisión parlamentaria sobre el Estado y el autogobierno recomendó una moción de censura contra el gobierno del primer ministro Mykola Azárov, abriendo una vía para dicha votación el 3 de diciembre. El edificio del Ayuntamiento de Kiev siguió ocupado por los manifestantes. A los trabajadores del Ayuntamiento de Kiev se les permitió entrar y trabajar.
El 3 de diciembre, el Gobierno de Azárov sobrevivió a la moción de censura con el apoyo de 186 diputados y la abstención de todos los diputados del Partido de las Regiones, excepto uno; se necesitaban al menos 226 votos. Sin embargo, el Partido Comunista de Ucrania, que no había apoyado esta votación, declaró que el 4 de diciembre presentaría su propia moción de censura, basada en la gestión económica del gobierno. Si los 186 diputados que habían apoyado la moción del 3 de diciembre apoyasen también la moción de censura del 4 de diciembre -lo que habían declarado que harían- la moción del 4 de diciembre habría sido aprobada con más de 226 votos. En su discurso ante el Parlamento, Azárov advirtió a los manifestantes que ocupaban la Administración Estatal de Kiev que se podría utilizar la fuerza para desalojarlos. En la mañana del 3 de diciembre, Euronews describió la situación en Kiev como "tranquila por el momento, aunque la tensión sigue siendo alta". Se produjeron enfrentamientos con la policía antidisturbios fuera del parlamento. Por la tarde, en condiciones gélidas, varios miles de manifestantes se concentraron en la Plaza de la Independencia, donde los líderes de la oposición pronunciaron apasionados discursos. Tras los discursos, la multitud se trasladó al edificio de la Administración Presidencial. Según el Ministerio del Interior, más de 10.000 manifestantes se concentraron en la Plaza de la Independencia en la tarde del 3 de diciembre; también señaló que no se había registrado ningún incidente.
Los manifestantes empezaron a montar unas 10 tiendas de campaña del ejército y también prendieron una un hoguera en la plaza, y unas 10 tiendas también en la calle Jreshchátyk; mientras los artistas ucranianos entretenían a los manifestantes. Interfax-Ucrania informó de que los líderes de la oposición, Arseniy Yatsenyuk, Oleh Tyahnybok y Vitali Klichkó, se habían reunido con embajadores extranjeros esa misma noche. Al día siguiente se reunieron con el ministro de Asuntos Exteriores alemán, Guido Westerwelle, en Kiev (incluso dieron un paseo por la Plaza de la Independencia).

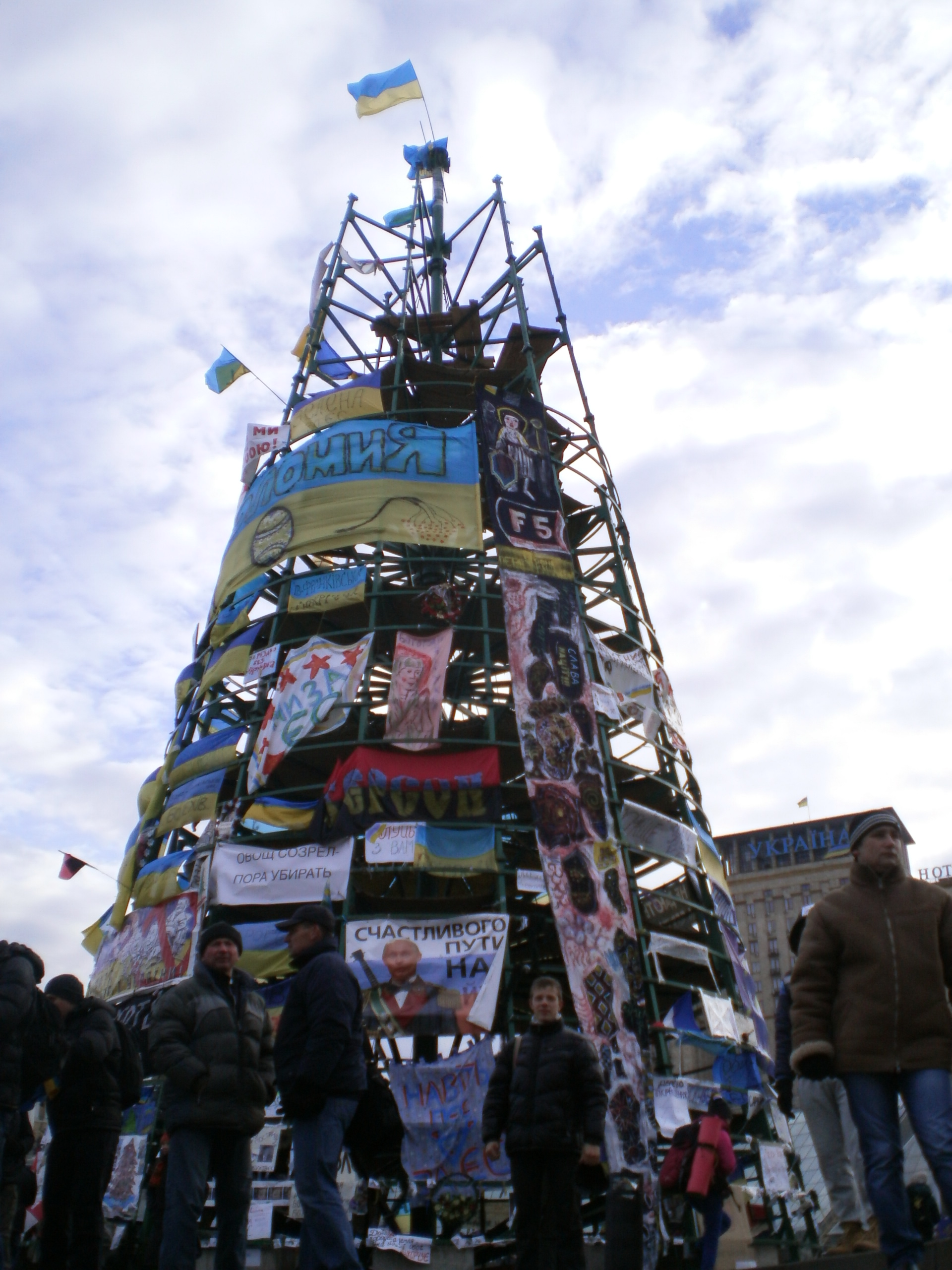
Los manifestantes escalaron el árbol de Navidad en el Maidán, decorándolo con pancartas y banderas

El 5 de diciembre de 2013, la protesta continuó con varios miles de manifestantes que seguían concentrándose en la Plaza de la Independencia; un corresponsal de Interfax informó de que "la situación en la plaza está en calma" y que se habían instalado barricadas con maderos en las calles Instytutska y Horodétskoho. Un corresponsal de Interfax-Ucrania informó de que los autobuses de la policía habían bloqueado varias calles que conducían a la Rada Suprema (parlamento) y que unas 150 "personas con banderas de Svoboda y las banderas rojinegras de los nacionalistas ucranianos" se concentraban frente a la entrada central del Budýnok Úryadu (el edificio administrativo del Consejo de Ministros de Ucrania). Mientras tanto, varios centenares de partidarios del Partido de las Regiones y del presidente Yanukóvich montaron un campamento (rodeado por una valla metálica) en la plaza del parque Mariínskyi (frente a la entrada principal de la Rada Suprema). La cumbre del grupo de seguridad de la OSCE en Kiev siguió sus reuniones según lo previsto.
Viktoria Siumar, una destacada periodista y exdirectora del Instituto de Información de Masas, informó que el secretario (jefe) del Consejo de Defensa y Seguridad Nacional de Ucrania, Andriy Klyúyev, se había reunido con los directores de televisión el 6 de diciembre para instarles a limitar la cobertura de Euromaidán. Esto ocurría al mismo tiempo que la declaración crítica del primer ministro Azárov a los medios de comunicación del país, en la que afirmó que había una falta de cobertura de las manifestaciones progubernamentales, un "sesgo desproporcionado en la cobertura" y que "en todas partes la información está dominada por un solo punto de vista, y es una distorsión de la realidad, alejada de la democracia". El mismo día, el director de la Oficina de Instituciones Democráticas y Derechos Humanos de la OSCE, Janez Lenarčič, declaró que la demanda del gobierno de que los manifestantes desbloquearan los edificios gubernamentales era "lícita" y "plenamente compatible con las restricciones aceptables sobre la libertad de reunión ”. Sin embargo, también afirmó que la prohibición judicial del 30 de noviembre de manifestaciones en el centro de Kiev era "una prohibición absoluta de manifestaciones, en otras palabras, de reuniones pacíficas, que es desproporcionada y contradice los compromisos de Ucrania con la OSCE". La ex primera ministra ucraniana encarcelada, Yulia Tymoshenko, puso fin a la huelga de hambre que había iniciado el 25 de noviembre en protesta por la "renuencia del presidente Yanukóvych a firmar el tratado de la DCFTA "el 6 de diciembre. El mismo día, la policía mediante una orden judicial bloqueó una protesta prevista en la residencia privada del presidente Yanukóvych, Mezhyhirya.
El 6 de diciembre de 2013, tuvo lugar una reunión no programada entre el presidente Yanukóvich y el presidente ruso Vladímir Putin en la ciudad de Sochi, al sur de Rusia. El ministro ucraniano de Asuntos Exteriores, Leonid Kozhara, declaró que los acuerdos de cooperación firmados en Sochi se referían principalmente a los ámbitos del espacio, la construcción de aviones y la ingeniería. El primer ministro Mykola Azárov profundizó en el asunto, diciendo que ambos se habían reunido para discutir la redacción de un acuerdo de asociación estratégica, eliminar las disputas sobre cuestiones comerciales y económicas, y en un anuncio separado dijo a los periodistas que el presidente visitaría pronto Moscú el 17 de diciembre, donde se firmaría un "acuerdo importante". Esto provocó que el líder de la oposición, Arseniy Yatsenyuk, lanzara una severa advertencia a Yanukóvich: "Si Yanukóvich intenta firmar algo con Rusia sobre la Unión Aduanera Euroasiática, provocará una mayor ola de protestas". Más tarde, el redactor jefe de The Economist, Edward Lucas, citando sus propias fuentes diplomáticas, informó en su Twitter que Yanukóvich había firmado supuestamente un pacto con Rusia que incluía términos por los que Ucrania recibiría 5.000 millones de dólares y una reducción del precio del gas natural a cambio de un acuerdo para unirse a su Unión Aduanera en una fecha posterior. Al conocer la noticia, los líderes de la oposición expresaron su furia y exigieron que los supuestos documentos se hicieran públicos inmediatamente. Los gobiernos de Rusia y Ucrania negaron categóricamente que hubiera conversaciones sobre la Unión Aduanera durante las reuniones; sin embargo, el portavoz de la presidencia rusa, Dmitri Peskov, confirmó (el 7 de diciembre) que las dos partes discutieron sobre la ayuda financiera y el crédito, y que estaban ahora "significativamente" más cerca en las conversaciones sobre los precios del gas natural. Al mismo tiempo, Yatsenyuk afirmó tener información de que el acuerdo de asociación estratégica ucraniano-ruso previsto para el 17 de diciembre implicaría la adhesión de Ucrania a la Unión Aduanera, pero añadió que era poco probable que el Parlamento ucraniano lo ratificara. El Ministerio de Asuntos Exteriores ucraniano declaró el 10 de diciembre que "no se esperaba la firma de ningún documento y, naturalmente, no se firmó ningún documento durante la reunión de Sochi"; también informó de que una delegación ucraniana asistiría a un Consejo Económico de la CEI el 13 de diciembre en Moscú donde "se prestará especial atención a los aspectos de la realización del tratado de una zona de libre comercio del 18 de octubre de 2011".

## 8 a 10 de diciembre de 2013
El 8 de diciembre marcó el tercer domingo consecutivo de protestas masivas en Kiev. Los líderes de la oposición anunciaron el día como la "Marcha del millón", y todos los partidos de la oposición afirmaron que la participación alcanzó el millón de personas. Según Interfax-Ucrania, los informes iniciales estimaron que el número "superaba ampliamente las 100.000 personas", lo que coincidía con las estimaciones de la policía. Los corresponsales de Associated Press sobre el terreno y los principales medios mundiales informaron que asistieron 500.000 personas. Una encuesta realizada entre los manifestantes los días 7 y 8 reveló que el 92% de los que llegaron a Kiev desde toda Ucrania lo hicieron por iniciativa propia y el 8% como parte de un partido político u organización de la sociedad civil. En cuanto a la causa, el 70% dijo que venía a protestar por la brutalidad policial del 30 de noviembre y el 54% a protestar en apoyo a la firma del Acuerdo de Asociación con la Unión Europea. Entre sus demandas, el 82% quería la liberación de los manifestantes detenidos, el 80% quería la renuncia del gobierno y el 75% quería la renuncia del presidente Yanukóvych y elecciones anticipadas.
Tras la manifestación, un numeroso grupo de manifestantes ucranianos derribó la estatua de Lenin en Kiev. A diferencia de la semana anterior, los policías presentes en el lugar se retiraron sin intentar defender el monumento. Después de derribar la estatua, el grupo gritó "¡Yanukóvych, tú serás el próximo!" Y procedieron a aplastar la estatua con un mazo, decapitarla y desmontarla para llevarse recuerdos; en lugar de la estatua se plantó una bandera ucraniana y la rojinegra de la insurgencia. El partido Svoboda se atribuyó la destrucción de la estatua, y varios diputados del partido, incluido Ihor Miroshnichenko, se unieron a la multitud y participaron en el acto.
A los manifestantes procedentes de Bielorrusia que se dirigían a Kiev para apoyar las protestas se les negó la entrada en el país en el paso fronterizo cerca de Chernígov (donde las protestas habían sido prohibidas por la policía local), mientras que otros informadores vieron cómo los agentes de tráfico pinchaban los neumáticos de un autobús que transportaba bielorrusos. El mismo día, el diputado del Partido de las Regiones Oleh Tsariov solicitó al Servicio de Seguridad y al Ministerio de Asuntos Exteriores de Ucrania que deportara o prohibiera a los organizadores y asesores políticos extranjeros, documento que publicó (y posteriormente eliminó) en su cuenta de Facebook. Entre los nombrados en el documento figuraban en particular Andreas Umland, Stanislav Belkovski, Tarás Kuzio, Gleb Pavlovski y el expresidente georgiano Mijeíl Saakashvili, entre otros.
En la madrugada del 9 de diciembre, unos 730 miembros de las fuerzas especiales Tigre y Leopardo, cuya base de operaciones había sido bloqueada previamente por una caravana de manifestantes en Vasylkiv (a las afueras de Kiev), rompieron el cordón con el apoyo de tropas de la Bérkut para entrar en la ciudad. El mismo día se cerraron tres estaciones de metro en el centro de la ciudad: Teatralna, Jreshchátyk y Maidán Nezalézhnosti, y los trenes pasaron por ellas sin detenerse, después de que la policía de Kiev recibiera una amenaza de bomba anónima. La estación de Teatralna fue reabierta a última hora de la tarde, después de que la policía finalizara una búsqueda infructuosa de posibles explosivos. Por la tarde, la BBC informó que la policía ucraniana había comenzado a desmantelar los campamentos de protesta que se encontraban frente a edificios gubernamentales en Kiev. Los manifestantes tenían de plazo hasta el martes (10 de diciembre) para marcharse. Fueron bloqueados con coches, barricadas y tiendas de campaña. Según la BBC, no se habían reportado enfrentamientos, pero su reportero en Kiev, Steve Rosenberg, describió la situación como "tensa con varios rumores circulando". Mientras tanto, Interfax-Ukraine informó sobre más movimientos policiales y la eliminación de barricadas de protesta en Kiev. El Ministerio del Interior emitió un comunicado de que "los diputados nos han informado que se han distribuido mangos de palas y otros objetos que podrían ser utilizados para causar lesiones corporales a los manifestantes en los puestos de autodefensa de la oposición". También indicó que no se estaba tomando ninguna medida en la Plaza de la Independencia. Mientras tanto, el líder de la oposición (del partido Batkivshchyna) Arseniy Yatsenyuk se quejó de la violencia contra los manifestantes y afirmó: "No golpeamos a los policías, no usamos la fuerza, no tenemos armas ni medios especiales". El líder de la oposición, Vitali Klichkó, se sumó a ello. El líder de Svoboda, Oleh Tyahnybok, advirtió que el gobierno estaba planeando cortar la electricidad antes de un ataque a las manifestaciones de Euromaidan en el centro de Kiev "Pero nos estamos preparando para utilizar formas alternativas para poder continuar con nuestro campamento". También advirtió que el Servicio de Seguridad Federal de Rusia (FSB) y la policía habían llegado a Ucrania "con el objetivo de organizar desórdenes masivos".

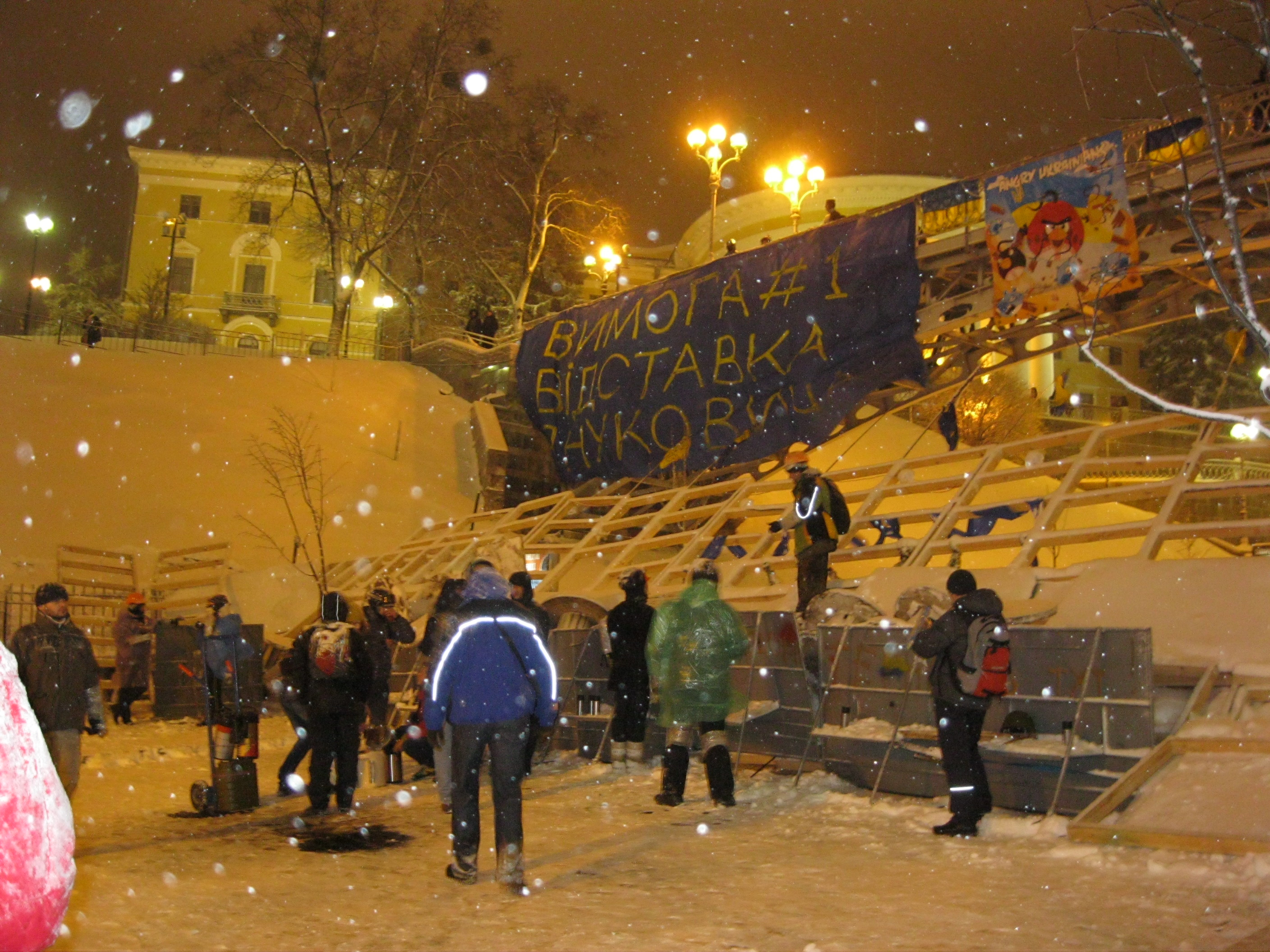
Manifestantes de Euromaidán frente al centro comercial Maidán Hlobus con una pancarta exigiendo la renuncia de Víktor Yanukóvych el 9 de diciembre

El sitio web del partido de la oposición Batkivshchyna se desconectó el 9 de diciembre tras una redada policial en su sede. En su oficina de la calle Turivska, en Podil, "en el pasillo hay gente con ametralladoras, intentando entrar en las salas de servidores", dijo Ostap Semerak, miembro de Batkivshchyna, y que algunos efectivos habían entrado por las ventanas. Los testigos describieron que un destacamento especial de la policía con equipo táctico había destruido todo el equipo de las oficinas, en las que también se encontraban el periódico INTV, el Evening News y el sitio web Censor.Net.ua, que fueron asaltados de forma similar poco después. La sala de servidores fue descrita como "un desastre", y las propias oficinas fueron saqueadas, y las cámaras de seguridad fueron destruidas. Un periodista de Associated Press confirmó la existencia de cristales rotos y ordenadores destrozados en las oficinas. "Los asaltantes no se presentaron ni mostraron ninguna orden", declaró el director de Censor.net, Yuri Butúsov, a Reporteros sin Fronteras. "Ordenaron a todo nuestro personal que se alejara de sus ordenadores y que no utilizara sus teléfonos móviles. Luego confiscaron todos nuestros equipos. Fue una redada criminal destinada a eliminar un sitio que ha estado dando información sobre el movimiento 'Euromaidán'" Una portavoz de la policía negó inicialmente que la policía hubiera llevado a cabo ninguna operación en esa dirección, sin embargo, el Ministerio del Interior admitió más tarde que el ataque a la oficina de Batkivshchyna fue ordenado por una orden judicial por "dos casos penales", relativos a un supuesto "fraude y abuso de poder". La policía dijo que había recibido un aviso de un "grupo de ciudadanos" de que en los locales había "equipos informáticos incautados ilegalmente por valor de 350.000 Hr", y que los funcionarios de la empresa "abusaron de su autoridad". Durante la redada, se confiscaron equipos informáticos, servidores de bases de datos y documentos como prueba. Poco después, la UDAR evacuó sus oficinas en la calle Horky, lo que, según un comunicado de prensa, estaba relacionado con la redada en Batkivshchyna.

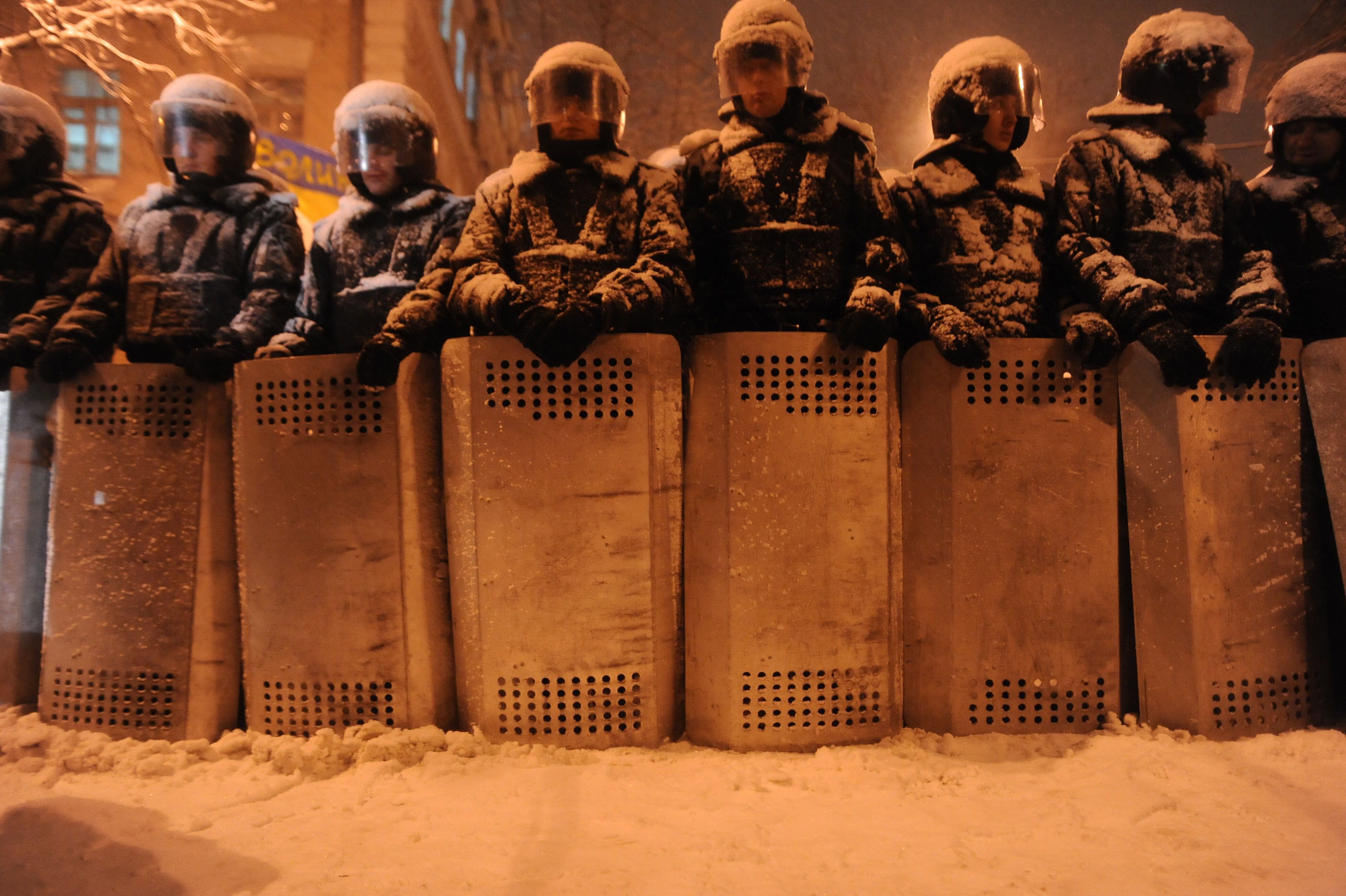
Una línea de policías antidisturbios bajo fuertes nevadas en Kiev, 9 de diciembre

El 10 de diciembre, a la 1:00 de la madrugada, el gobierno ucraniano cortó la electricidad en la Administración Estatal de la ciudad de Kiev, utilizada por los manifestantes como sede. Se informó de que los manifestantes temían que se tomaran medidas agresivas. A la misma hora, la 1:00 de la madrugada, servidores públicos con la cara oculta y 100 policías antidisturbios desalojaron la barricada en el cruce de la calle Hrushévskoho y la provulok Kriposnyj en Kiev. El diputado Andriy Shevchenko anunció que la policía utilizó sus porras y pateó a los manifestantes. Horas más tarde, 200 policías avanzaron sobre las barricadas de la calle Lyuteranska y Bánkova, donde cientos de manifestantes se mantuvieron firmes, entre ellos Vladímir Klichkó. Allí, los provocadores penetraron en las filas de los manifestantes, amenazaron con palos y utilizaron gases lacrimógenos contra la policía, informó Hromadske.TV. Durante el enfrentamiento por el campamento atrincherado, se registraron entre 12 y 15 heridos, incluso entre los policías.
La alta representante de política exterior y seguridad de la UE, Catherine Ashton, celebró reuniones en Ucrania los días 10 y 11 de diciembre "para apoyar una salida a la crisis política". Acompañada por una pequeña delegación, se reunió con el presidente Yanukóvych, funcionarios gubernamentales, figuras de la oposición y representantes de la sociedad civil. El presidente Yanukóvych también se reunió en mesa redonda con los tres expresidentes Leonid Kravchuk, Leonid Kuchma y Víktor Yúshchenko. Durante la reunión, se discutió la liberación de los detenidos de Euromaidán, la implementación de futuras reformas relacionadas con la UE, y Kuchma aludió a la posible destitución del primer ministro Azárov. La oposición y los organizadores de Euromaidán no participaron en la mesa redonda. Durante la reunión, el presidente Yanukóvych declaró: "He dicho muchas veces que el programa del Partido de las Regiones desde 1997 tiene como objetivo estratégico la integración de Ucrania con Europa" y que ordenó al gobierno que trabajase para minimizar los riesgos económicos para Ucrania que implicaría la firma del Acuerdo de Asociación con la UE, en el momento de la cumbre UE-Ucrania prevista para la primavera de 2014. También se decidió "que habría una comisión bilateral, con la Unión Europea por un lado y Ucrania por el otro" (con consultas ocasionales con Rusia) para normalizar las relaciones entre Ucrania y la UE. El comisario europeo de Ampliación y Política Europea de Vecindad, Štefan Füle, respondió que la UE está "dispuesta a mantener un diálogo con Rusia para convencerla de que un Acuerdo de Asociación no perjudicará sus intereses económicos, pero no mantendrá negociaciones tripartitas al respecto". También agregó que la UE estaba dispuesta a brindar ayuda financiera a Ucrania para la implementación del Acuerdo de Asociación. Durante las conversaciones del 10 de diciembre, el presidente Yanukóvych expresó el deseo de renegociar los términos para la firma del Acuerdo de Asociación "Si el acuerdo se firmara tal como está, crearía muchas dificultades en la industria agrícola ". El 10 de diciembre, el líder de Svoboda, Oleh Tyahnybok, afirmó que los líderes de Euromaidan no habían sido invitados a la mesa redonda (se refirió a las conversaciones como "una comedia escenificada"); el mismo día, el expresidente Kravchuk expresó su esperanza de que los líderes de Euromaidán asistiesen a las reuniones del 11 de diciembre.

## 11 de diciembre de 2013 enfrentamiento policial con manifestantes

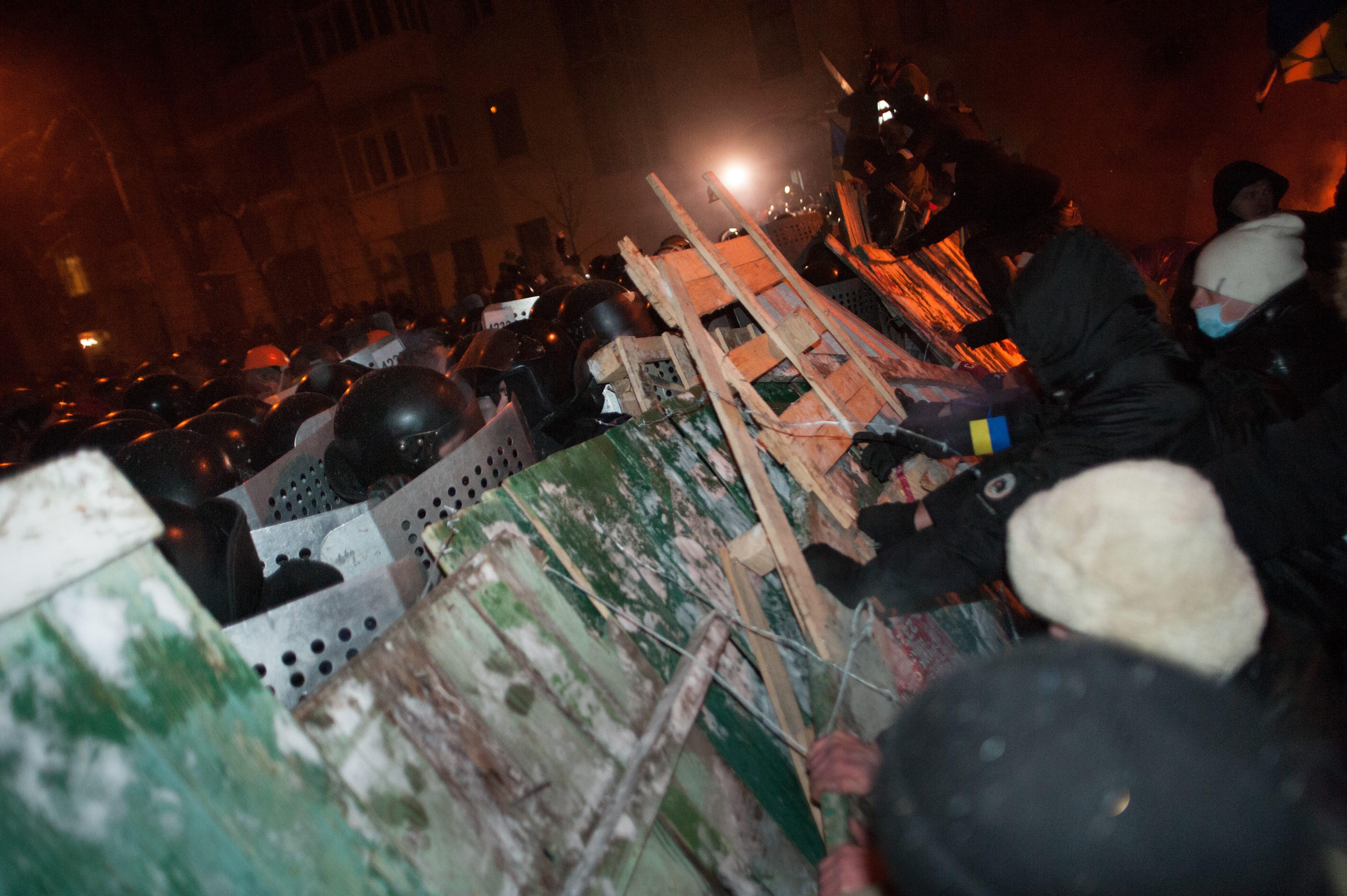
La policía choca con los manifestantes

En la madrugada del 11 de diciembre, miles de Tropas Internas coordinadas (VV) y la Bérkut rodearon la Plaza de la Independencia para desalojar a todos los manifestantes, barricadas y campamentos que quedaban en su periferia en lo que se describió como un 'ataque decidido y represión inesperada a los manifestantes'. Las temperaturas cayeron a -13C (+9F), la noche más fría del invierno hasta esa fecha en Kiev. Varios policías confirmaron que les habían dado órdenes de desalojar las barricadas de los límites de la plaza, pero no retirar el campamento de tiendas de campaña que había surgido dentro del espacio. Los trabajadores municipales utilizaron una excavadora y motosierras para retirar las barricadas que quedaban de la manifestación de la noche anterior. No hubo signos inmediatos de violencia, y la policía antidisturbios no intentó derribar los campamentos situados en la propia plaza. Muchos policías quedaron atrapados detrás de las líneas de manifestantes durante las refriegas, pero los manifestantes les permitieron reagruparse y en algunos casos incluso les devolvieron sus escudos. Más tarde, la policía volvió a avanzar. La batalla más encarnizada se produjo en el lado norte de la plaza, donde cientos de policías antidisturbios con cascos negros lucharon durante varias horas contra las filas de manifestantes que llevaban cascos naranjas distribuidos por los organizadores.

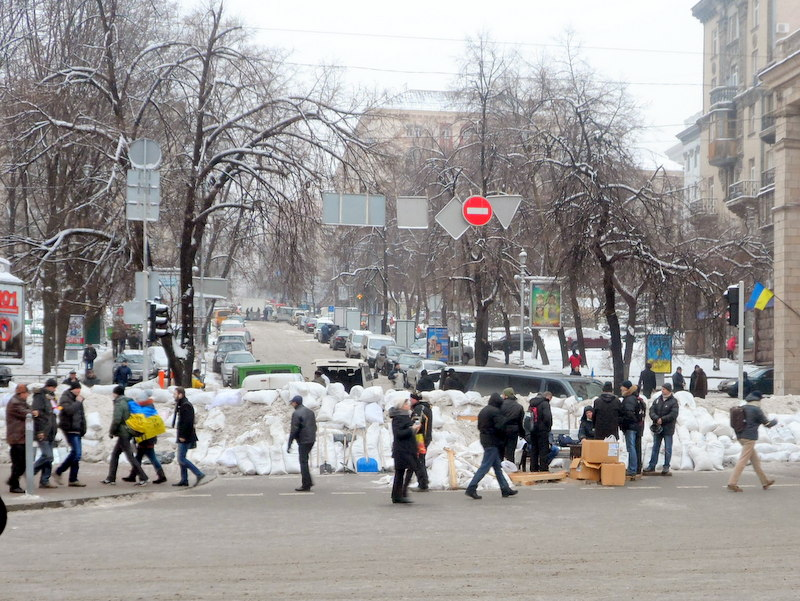
Barricada de nieve y hielo erigida por manifestantes en la intersección de las calles Jreshchátyk/Prorizná durante la noche del 11 al 12 de diciembre.

Los taxistas y los conductores de metro desempeñaron un papel notable en la organización del aumento de los manifestantes, difundiendo la noticia de la represión y, en el caso de los taxistas, ofreciendo viajes al centro de la ciudad. A las 5:13 de la mañana, la multitud había aumentado hasta 25.000 personas, frente a las 5.000 de horas anteriores. El enfrentamiento entre los manifestantes y la policía durante la retirada de las barricadas habría reavivado las manifestaciones. Las barricadas se reconstruyeron poco después de que la policía se retirase.
La policía declaró que el desalojo del Maidán (la policía se refirió a él como "trabajos de paisajismo del territorio") se llevó a cabo por la noche "para evitar ruidos y molestias adicionales al tráfico y a la gente, ya que la semana laboral continúa". Más tarde esa mañana, el ministro del Interior de Ucrania, Vitaliy Zajárchenko, declaró: "Quiero tranquilizar a todo el mundo: no habrá desalojo del Maidán [la concentración en la Plaza de la Independencia]. Nadie está infringiendo el derecho de la gente a una protesta pacífica. Sin embargo, no se pueden ignorar los derechos e intereses legítimos de otras personas. No se puede interrumpir el funcionamiento normal de la capital". Su viceministro, Víktor Ratushniak, declaró esa misma tarde: "Si el servicio de ejecución acude a la policía y comienza a ejecutar la sentencia del tribunal, la policía intervendrá en consecuencia. Si el servicio de ejecución no pide ayuda a la policía, ésta se mantendrá al margen". Los testigos afirmaron que 8 autobuses de las Tropas del Interior "Leopardo" se habían desplegado desde Výshhorod a Kiev. En otro incidente, los medios de comunicación locales informaron de que una compañía de 220 efectivos de la Bérkut con base en Kirovohrad se había negado a aceptar las órdenes de despliegue en Kiev, renunciando al uso de la fuerza contra manifestantes pacíficos. El Ministerio del Interior negó las informaciones.

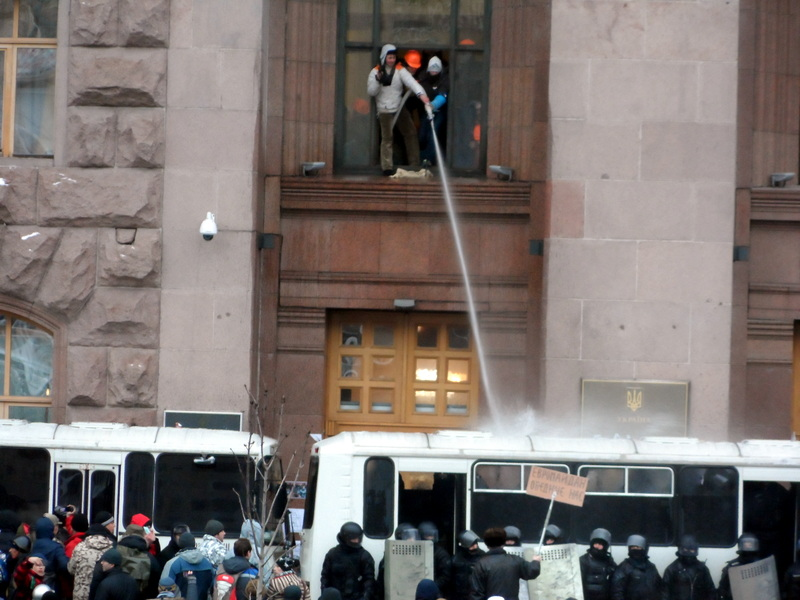
Manifestantes lanzan una manguera contra milicianos alineados frente al Ayuntamiento de Kiev, 9:02 a. m., 11 de diciembre.

De la noche a la mañana, los activistas formaron grupos de autodefensa para proteger el Ayuntamiento de Kiev. La policía intentó asaltar el edificio a media mañana pero fue retenida por mangueras de incendio, petardos y bombas de humo Los escalones del edificio también estaban cubiertos de hielo y aceite de cocina. Por la tarde, los manifestantes en Jreshchátyk, en el Ayuntamiento y en el Maidán habían resistido y superado en número a la policía, que abandonó la zona.
Los enfrentamientos durante la redada y un enfrentamiento en el Ayuntamiento se saldó con 30 personas que necesitaron atención médicaa y quince que fueron llevadas al hospital, incluidos nueve policías, dijeron las autoridades. Hubo personas hospitalizadas con los pies congelados, heridas en la cabeza, costillas, brazos y piernas rotas, así como lesiones en la espalda. El Kyiv Post informó de un caso en el que un agente de la Bérkut golpeó descaradamente a un hombre con una chaqueta del partido Batkivshchyna mientras avanzaban. Entre los heridos se encontraba el diputado de Svoboda Andriy Illenko, al que se vio en fotos con la cabeza ensangrentada y vendada. El Primer Ministro Azárov negó que se hubiese utilizado la fuerza contra los manifestantes, y calificó el acto de "limpieza de las carreteras". 11 manifestantes fueron detenidos durante los enfrentamientos.
El líder de la protesta, Vitali Klichkó, se refirió a las acciones policiales como "acciones insensatas y brutales de las autoridades" que sólo contribuirían a aumentar el número de manifestantes. "Esto ha sido lo más estúpido que han podido hacer las autoridades", dijo Klichkó. "Despejar la plaza cuando Catherine Ashton está en la ciudad. La gente aquí está decidida a no vivir en un estado policial". El incidente también suscitó críticas inmediatas de políticos europeos y estadounidenses, como Catherine Ashton y John Kerry.
La estación de tren de pasajeros de Kiev y la terminal D del aeropuerto internacional de Borýspil fueron cerradas durante horas y reabiertas después de que las amenazas de bomba lanzadas contra ellas resultaran ser falsas.
También el 11 de diciembre, el primer ministro ucraniano, Azárov, declaró que no se hablaría de la Unión Aduanera de Bielorrusia, Kazajistán y Rusia en la próxima ronda de negociaciones con Rusia: "No se hablará de la Unión Aduanera y el gobierno no está redactando ningún documento. Quiero acabar con los rumores de inmediato". También solicitó 20.000 millones de euros a la Unión Europea "para que se den las condiciones necesarias para minimizar las pérdidas de la economía ucraniana" en relación con la firma del Acuerdo de Asociación; y añadió: "El Gobierno también está a favor de que se firme ese acuerdo lo antes posible". El portavoz de la Comisión Europea, Olivier Bailly, respondió (el mismo día): "Consideramos que la prosperidad y el futuro de Ucrania no pueden someterse a una licitación en la que el mejor postor se lleve el precio". El expresidente Víktor Yúshchenko se pronunció sobre los aspectos económicos de la integración ucraniana en Europa, estimando que la adopción de las normas europeas debería costar realmente 400 millones de dólares.
Continuaron las conversaciones entre el presidente Yanukóvych y Catherine Ashton de la UE y la subsecretaria de Estado de EE. UU., Victoria Nuland. Después de su reunión, Ashton declaró que el presidente Yanukóvych le había prometido que tomaría medidas para resolver la crisis en Ucrania en 24 horas. Mientras tanto, Denýs Shevchuk de Euromaidán abandonó la mesa redonda con los expresidentes Kravchuk, Kuchma y Yúshchenko, afirmando: "Esto es solo una ficción".
Por la noche, miles de manifestantes trabajaron en grandes grupos para palear la nieve en sacos de arena y reconstruir las barricadas, apoyadas en barandillas metálicas y otros escombros. Y el presidente Yanukóvich lanzó un discurso a los ucranianos: "Invito a los representantes de todas las fuerzas políticas, a los sacerdotes y a los ciudadanos a un diálogo nacional. Estoy dispuesto a participar en dicha mesa redonda". El discurso también afirmaba que el gobierno actuaría "únicamente dentro de la ley y nunca utilizará la fuerza contra las asambleas pacíficas". Pero el líder de la oposición, Arseniy Yatsenyuk, respondió que sólo podría haber conversaciones cuando se cumplieran sus exigencias; y según Vitali Klichkó, las acciones policiales de la noche anterior habían "cerrado el camino al compromiso". Klichkó añadió al día siguiente que, de celebrarse las conversaciones (para él esto sólo era posible después de que se cumplieran las exigencias de los manifestantes), éstas "deberían tener lugar con la participación de representantes europeos y miembros de la sociedad civil".

## 12 a 16 de diciembre de 2013
El 12 de diciembre, se informó que, además de la reconstrucción de las barricadas, ya no había espacio para instalar tiendas de campaña en Maidan.

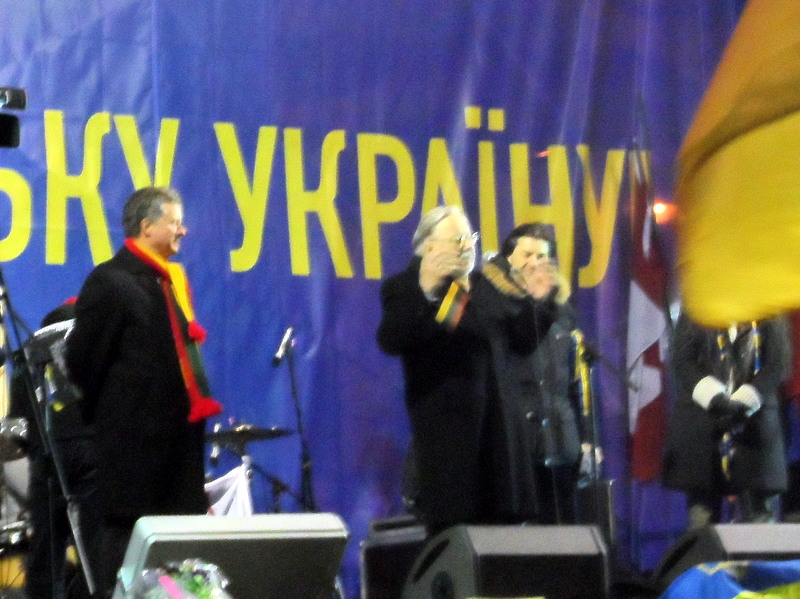
Vytautas Landsbergis, antiguo jefe de Estado de Lituania, se dirige al Euromaidan, 21:20, 15 de diciembre.

El jefe del Servicio de Seguridad de Ucrania (SBU), Oleksandr Yakymenko, invitó a expertos del Servicio Federal de Seguridad de Rusia (FSB) para que lo asesoraran sobre cómo dispersar las protestas, según declaró el diputado de Batkivshchyna Hennadiy Moskal, que fue vicepresidente del SBU en 2007. Citando fuentes del SBU, dijo que se recomendó el uso de gases y aerosoles debilitantes. Más tarde, los servicios fronterizos prohibieron la entrada en el país al político liberal-demócrata ruso Borís Nemtsov. Más de 10.000 personas permanecieron en Maidan durante la noche.
El 13 de diciembre, se celebró una mesa redonda en la que participaron el presidente, tres líderes de la oposición, representantes del gobierno, el parlamento, el clero y la sociedad civil. No se retransmitió en directo en ningún canal nacional, y la transmisión en directo de dos canales de televisión se interrumpió cuando hablaron los líderes de la oposición. Tras la mesa redonda, el expresidente Kravchuk criticó el apagón de la emisión, diciendo: "Yo organicé la mesa redonda. Es indignante que la hayan boicoteado. Es indignante que la mano izquierda no sepa lo que hace la derecha". De forma polémica, se descubrió que Dmytró Levin, que decía representar a una organización estudiantil implicada en Euromaidán, es en realidad un miembro de Jóvenes Regiones, el ala juvenil del pro-presidencialista Partido de las Regiones. Los verdaderos líderes estudiantiles de Euromaidán dijeron que no fueron invitados a participar en el debate, y se dijo que las declaraciones de Levin (que incluían afirmaciones de haber sido "utilizado" por los políticos de la oposición) no eran propias de los verdaderos líderes de las huelgas estudiantiles, como el cese de las represiones contra los estudiantes y la destitución del ministro de Educación Dmytró Tabáchnyk. Durante la mesa redonda, el presidente Yanukóvich propuso una amnistía para los manifestantes detenidos. Tras las conversaciones, Klichkó declaró: "No se ha dado ni un solo paso para satisfacer a la oposición, tengo la impresión de que las autoridades no han escuchado hoy ni una sola de las demandas de la oposición". El 13 de diciembre, un tribunal ucraniano liberó a nueve personas detenidas el 30 de noviembre. También ese día, y después de que su delegación hablara con el comisario europeo Štefan Füle, el vice primer ministro Serhiy Arbúzov declaró que Ucrania "pronto firmará" un acuerdo de acercamiento a la Unión Europea (durante una entrevista con Euronews). Sin embargo, el Primer Ministro Azárov defendió la decisión de aplazar la firma del Acuerdo de Asociación, afirmando que si Ucrania "hubiera firmado un acuerdo de asociación con la Unión Europea en las condiciones actuales, esto habría conducido inevitablemente al colapso de su economía". El día anterior, Azárov sugirió posponer el plazo de entrada en vigor de ciertas disposiciones del acuerdo sobre una zona de libre comercio con la UE, lo que los funcionarios de la UE rechazaron.

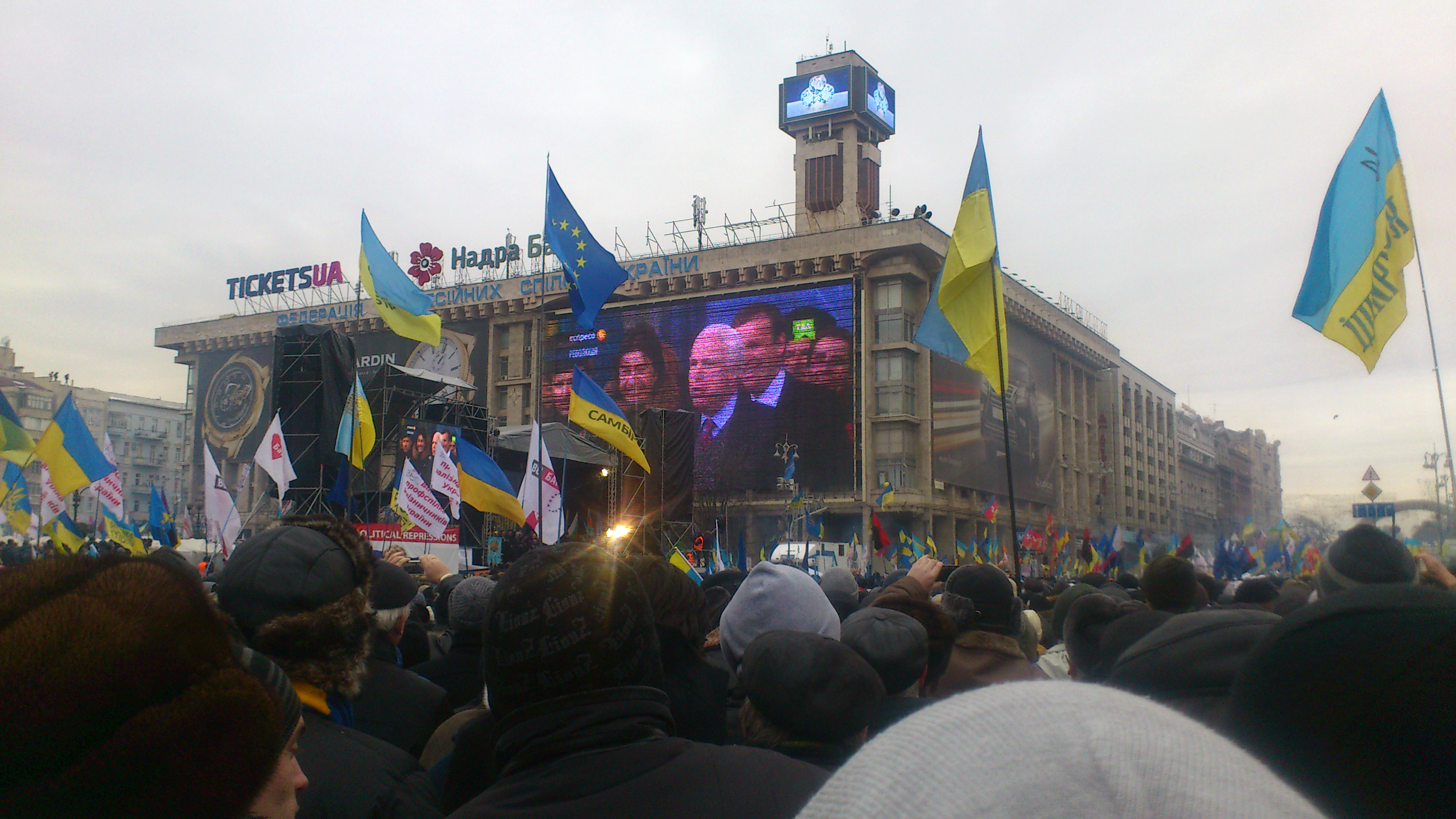
El senador estadounidense John McCain se dirige a una multitud en Kiev, el 15 de diciembre.

El 14 de diciembre, el presidente Yanukóvich suspendió al jefe de la administración de la ciudad de Kiev, Oleksandr Popov, y al subsecretario del Consejo de Defensa y Seguridad Nacional de Ucrania, Volodýmyr Sivkóvych. Más tarde, el mismo día, la Fiscalía General de Ucrania entregó "una notificación sobre la sospecha de abuso de poder al ordenar las acciones policiales del 30 de noviembre de 2013" a Sivkóvych y Popov; y al antiguo jefe de la policía de Kiev, Valeriy Koriak, y a su jefe adjunto, Petró Fedchuk. Según el fiscal general de Ucrania, Víktor Pshonka, "los cuatro funcionarios serán puestos pronto bajo arresto domiciliario".  El día anterior, el líder de la oposición, Yatsenyuk, había declarado durante la mesa redonda: "Los que dieron órdenes ilegales, y los que las ejecutaron, deben rendir cuentas, para que todo el país lo vea. Los que han sido detenidos como activistas del Maidán deben ser liberados, eso es todo". Mientras tanto, en el Maidán, la popular banda de rock ucraniana Okeán Elzy actuó ante "posiblemente cientos de miles de ucranianos", y las estimaciones para el día situaban en más de 200.000 personas en Kiev para apoyar el movimiento.
El tamaño de la protesta se mantuvo en 200.000 al día siguiente, según Interfax. Los senadores estadounidenses Christopher Murphy (D-CT) y John McCain (R-AZ) se dirigieron a la multitud, expresando el apoyo estadounidense a su causa. El Comisario de Ampliación de la UE, Štefan Füle, dijo que la UE está interrumpiendo las conversaciones sobre el Acuerdo de Asociación debido a las exigencias poco razonables del gobierno de Yanukóvich, para cuya firma las autoridades ucranianas han pedido 27.000 millones de dólares de ayuda. En un tuit publicado por Füle, dijo que había una divergencia entre las palabras y los hechos del presidente y el gobierno en relación con el Acuerdo de Asociación, y que "sus argumentos no tienen ningún fundamento en la realidad." [cita requerida]

## 17 de diciembre de 2013 Plan de acción ruso-ucraniano
El presidente ruso Vladímir Putin y el presidente ucraniano Víktor Yanukóvych celebraron la sexta "consulta interestatal" el 17 de diciembre en Moscú, donde firmaron el plan de acción ruso-ucraniano del 17 de diciembre de 2013. Este consistía en que el Fondo Nacional Ruso de la Riqueza comprara 15.000 millones de dólares en eurobonos ucranianos y que el coste del gas natural ruso suministrado a Ucrania se redujera a 268 dólares por 1.000 metros cúbicos (este precio era de 400 dólares). Como parte del plan de acción, Rusia se comprometió a restaurar sus regulaciones aduaneras sobre las importaciones de Ucrania que existían antes de mediados de agosto de 2013. Según el presidente Putin y el secretario de prensa de la presidencia rusa, Dmitri Peskov, este acuerdo "no estaba sujeto a ninguna condición" y no se abordó la posible adhesión de Ucrania a la Unión Aduanera de Bielorrusia, Kazajistán y Rusia. Peskov también agregó que "es nuestra posición de principios no interferir en los asuntos de Ucrania" y acusó a otros países de hacer lo contrario. Según el presidente Yanukóvych, la situación comercial entre Rusia y Ucrania requería una intervención urgente y que debería coordinarse con otros países de la Comunidad de Estados Independientes (CEI). También agregó refiriéndose a las relaciones Rusia-Ucrania, "Tendremos que aprender lecciones para el futuro y no repetir tales errores". Y el presidente Yanukóvych también declaró que Ucrania y Rusia debían fortalecer la cooperación transfronteriza e interregional "que crea condiciones convenientes para la gente".
En respuesta al acuerdo, los partidos de la oposición bloquearon el Parlamento para aplazar su ratificación, ya que denunciaron rápidamente el plan. Y aproximadamente 50.000 personas continuaron su protesta en la Plaza de la Independencia. Donde el líder de la oposición, Vitali Klichkó, dijo a la multitud: "Él [el presidente Yanukovich] ha renunciado a los intereses nacionales de Ucrania, a la independencia y a las perspectivas de una vida mejor para cada ucraniano". Los líderes de la oposición prometieron continuar con sus protestas, si es necesario hasta el Año Nuevo y la Navidad ortodoxa (que se celebra anualmente el 7 de enero), y repitieron sus demandas de dimisión del segundo Gobierno de Azárov, y de elecciones presidenciales y parlamentarias anticipadas.
También el 17 de diciembre, la UDAR emitió un comunicado sobre un supuesto atentado contra el líder Vitali Klichkó. Según el partido, en una declaración dirigida a los diplomáticos occidentales, cuando el avión privado de Klichkó intentaba aterrizar en el aeropuerto de Borýspol el 24 de noviembre, se le negó el aterrizaje a una altitud de 100 metros, y un espacio visual de 50 metros. Alegan que se trató de un intento de repetir un accidente similar al del Tu-154 de la Fuerza Aérea polaca de 2010.

## 18 a 31 de diciembre de 2013
El 18 de diciembre, el Primer Ministro Mykola Azárov declaró que, sin el acuerdo con Rusia, "a Ucrania le habría esperado la bancarrota y el colapso social". También añadió que no había forma de que Ucrania pudiera firmar el Acuerdo de Asociación con la UE, ya que habría tenido que aceptar condiciones inviables del FMI para la reforma económica. La protesta en la Plaza de la Independencia continuó el 18 de diciembre de 2013.
El 19 de diciembre, el presidente Víktor Yanukóvich declaró: "Hemos decidido hacer una pausa [en el Acuerdo de Asociación] para resolver qué tipo de condiciones deben darse para que firmemos el Acuerdo de Zona de Libre Comercio [que forma parte del Acuerdo de Asociación]. Y esta respuesta debe encontrarla el gobierno. No hay ninguna contradicción sobre el rumbo de Ucrania en la cuestión de la integración [de la UE]. En general, no se trata de la integración, sino de las relaciones económicas". Aunque añadió que "si hablamos de los trabajos sobre el acuerdo de libre comercio [una parte del Acuerdo de Asociación con la UE], esto nos llevará algún tiempo, y todavía tenemos muchas incertidumbres. Sin duda, debemos ver cómo nos beneficiará a corto, medio y largo plazo". También añadió que Ucrania podía combinar el Acuerdo de Asociación con la UE con el estatus de observador en la Unión Aduanera de Bielorrusia, Kazajistán y Rusia y en la Unión Económica Euroasiática. Y que Ucrania esperaba que se le concediese el estatus de observador en la Unión Económica Euroasiática: "En cuanto a la Unión Euroasiática, en agosto de este año presentamos una oferta por escrito en Astaná para que se considere la participación de Ucrania en la Unión Euroasiática como observador". El mismo día, el ministro polaco de Asuntos Exteriores, Radosław Sikorski, declaró: "No conozco ningún hecho formal que diga que es imposible firmar el acuerdo de asociación entre Ucrania y la Unión Europea". Por su parte, el presidente ruso Vladímir Putin comentó el acuerdo del 17 de diciembre entre Rusia y Ucrania (que calificó de "acto de amor fraternal"): "Esto no está en absoluto relacionado con (las protestas en) el Maidán, ni con las conversaciones con la UE que lleva Ucrania... Simplemente vemos que Ucrania está en una situación desesperada y debemos apoyarla".
El 20 de diciembre, altos funcionarios de la UE declararon que la UE seguía dispuesta a firmar el Acuerdo de Asociación "tan pronto como Ucrania estuviese preparada para ello", que este acuerdo también era beneficioso para Rusia y que a la UE "no le preocupa en absoluto el hecho de que Ucrania esté firmando acuerdos con Rusia". El 20 de diciembre de 2013, un desconocido destruyó el edificio Prosvita en Járkov.
El 21 de diciembre, Volodýmyr Marálov, miembro del grupo activista anticorrupción Road Control, recibió un disparo y su coche fue quemado aproximadamente a las 11 de la noche en la plaza Shevchenko de Kiev mientras era atacado por dos hombres y un cómplice. Según el cirujano que extrajo la bala, ésta se encontraba a 15 centímetros de su corazón. El grupo afirma que el ataque formaba parte de un esfuerzo continuo de los funcionarios para detener la información de la organización sobre la corrupción policial. Al parecer, los agresores exigieron a Marálov que expusiera el paradero de un miembro del grupo que recibió asilo político en Estados Unidos en noviembre, y la localización de datos incriminatorios. A principios de este mes, el periodista de Road Control  Andriy Dzyndzya y su abogado Víktor Smaliy fueron puestos en prisión preventiva durante dos meses; Dzyndzya está acusado de robar las llaves de una cargadora frontal que se utilizó en los disturbios del 1 de diciembre, y su abogado está acusado de agredir a un juez.
El 22 de diciembre, en la quinta semana de protestas, 100.000 personas se manifestaron en Kiev. Durante ese día, los principales partidos de la oposición y los no partidistas crearon un movimiento político de ámbito nacional llamado Unión Popular del Maidán. Y Klichkó dijo a la multitud: "No abandonaremos este lugar en ningún caso. Os invito a que os pongáis de pie y celebréis el Año Nuevo aquí, en el Maidán".
El 23 de diciembre de 2013, el asistente presidencial ruso, Yuri Ushakov, declaró que "no hay contradicción" en la asociación de Ucrania con la UE y su condición de observador en la Unión Aduanera de Bielorrusia, Kazajistán y Rusia y la Unión Económica Euroasiática.
El 24 de diciembre de 2013, se llevó a cabo un asalto armado en el centro de Járkov contra el coorganizador de la protesta en Járkov Dmytró Pylypéts. Recibió 12 puñaladas.
En la madrugada del 25 de diciembre, Tetiana Chornovol, una conocida periodista de Ukrayinska Pravda, activista social de Euromaidán y miembro del partido Batkivshchyna, fue brutalmente agredida cerca del Aeropuerto Internacional de Borýspil.
 Los activistas de Euromaidán convocaron una manifestación ante el Ministerio del Interior a las 8 de la mañana, al que acudieron cientos de personas, pidiendo la dimisión del ministro del Interior, Vitaliy Zajárchenko. Chornovol fue hospitalizada con la nariz rota, una conmoción cerebral y múltiples hematomas. Los partidos de oposición acusaron a las autoridades de estar detrás de los ataques, mientras que una declaración de Olena Bondarenko del Partido de las Regiones clasificó el ataque como violencia espontánea causada por el Euromaidán y culpó a la oposición.
El 27 de diciembre, una ley (elaborada por el segundo Gobierno de Azárov) introdujo en el Código Penal de Ucrania la responsabilidad penal por la ocupación de edificios "que provoque la interrupción de su funcionamiento normal".
El 29 de diciembre, reanimados por el ataque del 25 de diciembre a Chornovol, decenas de miles de personas se reunieron de nuevo en Kiev. Unos 200 coches repletos de manifestantes, a los que se unieron más de mil manifestantes, marcharon hacia la residencia del presidente Yanukóvich en Mezhyhirya, a 10 kilómetros de las afueras de Kiev.

## 1 a 15 de enero de 2014
En Nochevieja, 200.000 personas acudieron a Euromaidán para celebrarlo conjuntamente. El 1 de enero, 15.000 personas realizaron una marcha de antorchas por Kiev en apoyo del 105.º cumpleaños de Stepán Bandera, un controvertido nacionalista de la época de la Segunda Guerra Mundial.
El 3 de enero, tras ser interrogados por la policía, un diputado de Svoboda, Andriy Illenko, y su abogado, Sýdir Kizin, fueron agredidos y golpeados brutalmente a las puertas de una comisaría de Kiev. Ambos resultaron heridos de gravedad. Según Svoboda, a Illyenko se le diagnosticó principalmente una fractura de mandíbula y se le trató una conmoción cerebral; según la policía, una fractura de nariz. El ataque se produjo después de que los miembros de Svoboda salieran de la comisaría de Shevchénkivskyy. El partido calificó el ataque de "intento de asesinato".
Según el diputado de Batkivschyna Arsén Avákov (el 9 de enero de 2014), los que se manifestaban en Kiev habían sufrido cortes de electricidad regulares en los últimos días; para evitarlo, los diputados de la oposición se reunieron cinco veces con las autoridades de la ciudad de Kiev y los proveedores de electricidad e instalaron generadores de reserva. Según Avákov, no había habido dificultades para limpiar la basura de la Plaza de la Independencia ni para llevar maderas a la plaza.
El 10 de enero, la policía antidisturbios, la Bérkut, se enfrentó a los manifestantes cerca del tribunal del distrito de Kiev-Sviatoshyn, en el barrio de Sviatoshyn de Kiev, donde se anunciaron las sentencias condenatorias contra los llamados "terroristas de Vasylkiv". Los miembros del grupo Patriotas de Ucrania fueron condenados a 6 años de prisión por "intentar volar una estatua inexistente de Vladímir Lenin" (el ayuntamiento local ya había desmantelado el monumento a Lenin antes de que se descubriera el supuesto complot); los críticos calificaron el proceso judicial de farsa. Tras conocerse el veredicto del tribunal, los manifestantes (más de 100) decidieron bloquear el autobús que transportaba a los presos, conocido lo cual por las autoridades se enviaron cientos de policías antidisturbios, que utilizaron gases lacrimógenos y porras. Más de una docena de personas resultaron heridas, algunas de ellas de gravedad, con informes de múltiples fracturas en manos y piernas, así como lesiones en la cabeza. El líder de la oposición, Yuri Lutsenko, se encontraba entre los heridos, y fue fotografiado con heridas sangrantes en la cabeza, quedando inconsciente antes de ser trasladado a un hospital para recibir cuidados intensivos. Según el relato de un testigo, la policía atacó a Lutsenko y lo arrastró hasta un autobús, donde lo golpearon. También resultaron heridos tres miembros del partido Svoboda, así como dos fotoperiodistas, a los que la policía rompió el equipo fotográfico. Funcionarios de la Unión Europea y de Estados Unidos condenaron el ataque, y el embajador de Estados Unidos en Ucrania, Geoffrey Pyatt, declaró que "Lutsenko será recordado como el héroe de EuroMaidán" por intentar intervenir en el enfrentamiento entre la policía y los manifestantes. Los tres líderes de los partidos de la oposición (Klichkó, Yatseniuk y Tyahnybok) emitieron una declaración conjunta de condena del asalto, calificándolo de intento de asesinato.
El 12 de enero, las protestas contaron con entre 10.000 y 50.000 personas y se llevaron a cabo en la Plaza de la Independencia.
El 15 de enero, los tribunales volvieron a prohibir las protestas y las reuniones públicas en Kiev. Esto llevó a la oposición a creer que la noche siguiente ("y las siguientes") la Plaza de la Independencia sería desalojada por las unidades especiales de la policía Bérkut.

## 16 de enero de 2014 Leyes antiprotesta
El 16 de enero, los diputados del Partido de las Regiones y del Partido Comunista de Ucrania (y una serie de diputados independientes) en el Parlamento ucraniano aprobaron leyes antiprotestas (los textos de algunas de ellas se hicieron públicos después de que los diputados las votaran) que criminalizaban todos los métodos de la oposición de Euromaidán empleados durante las protestas. Las leyes introdujeron penas de 10 años de cárcel por bloquear edificios gubernamentales; fuertes multas y penas de prisión para los manifestantes que llevasen máscaras y cascos; multas y penas de prisión por la instalación y provisión no autorizada de instalaciones o equipos para tiendas de campaña, escenarios o amplificadores en lugares públicos; y prohibición de conducir para las personas que formasen convoyes de más de cinco coches. También se aprobaron leyes para despojar más fácilmente a los parlamentarios de su inmunidad; la identificación de los miembros de organizaciones no gubernamentales financiadas por gobiernos o fundaciones extranjeras como "agentes extranjeros"; penas de 2 años de cárcel por difamación difundida a través de los medios sociales; penas de 1 año de trabajos correctivos por calumniar a funcionarios del gobierno; registro obligatorio para los medios de comunicación por Internet y los adquirientes de servicios de telefonía móvil de prepago.
Según el Financial Times, las 11 nuevas leyes se aprobaron mientras los legisladores de la oposición ocupaban el salón de sesiones principal y fueron votadas por los diputados mediante votaciones a mano alzada que «fueron demasiado rápidas para ser contadas, y en algunos casos se hicieron en cinco segundos». La oposición bautizó la jornada parlamentaria como "jueves negro" y afirmó que «hoy el parlamentarismo ucraniano está muerto», y que las leyes han garantizado «una dictadura donde no hay derecho a reunirse, a razonar, a vivir, donde no hay ley, ni derechos civiles, ni proceso legal». La facción del Partido de las Regiones señaló que la oposición había impedido la normalidad de las votaciones, ya que los miembros de las facciones de la oposición habían retirado las tarjetas de voto a sus colegas en el parlamento. El diputado del Partido de las Regiones, Oleg Tsariov, declaró que las leyes tenían como objetivo evitar una mayor escalada de la crisis política en curso.
En su reacción del 16 de enero, las críticas de Catherine Ashton a las leyes antiprotesta ucranianas, fueron, entre otras, las siguientes: «Los cambios que parecen restringir gravemente las actividades de las organizaciones de la sociedad civil en Ucrania y simplificar los procedimientos de revocación de los mandatos de los miembros del Parlamento son igualmente preocupantes». Y añadió: «Pido al Presidente de Ucrania que garantice que estas decisiones se revisen y se ajusten a los compromisos internacionales de Ucrania». Por su parte, el Comisario de la UE para la Ampliación y la Política Europea de Vecindad, Štefan Füle, declaró que estaba «profundamente decepcionado de ver este giro en el camino europeo de Ucrania» y que creía que las leyes tenían como objetivo limitar la asociación con la sociedad civil.
La OSCE pidió al presidente Yanukóvich que vetara la legislación, «que podría interpretarse de forma arbitraria y dar lugar a restricciones desproporcionadas a la libertad de los medios de comunicación, sofocando el debate y las opiniones críticas». La reacción del Ministro de Asuntos Exteriores alemán, Frank-Walter Steinmeier, sobre las leyes fue: «La limitación de los derechos civiles no hará sino alejar a Ucrania de Europa». El Departamento de Estado de Estados Unidos expresó su profunda preocupación: «Tanto el proceso como el fondo de las acciones de la Rada de hoy arrojan serias dudas sobre el compromiso de Ucrania con las normas democráticas».
En respuesta a las críticas extranjeras, el ministro de Asuntos Exteriores ucraniano, Leonid Kozhara, instó a los diplomáticos extranjeros a «evitar hacer declaraciones y comentarios unilaterales que no reflejen la situación real». También señaló que las leyes aprobadas por el Parlamento ucraniano el 16 de enero ya existían en las legislaciones de la mayoría de los países europeos y cumplían las normas democráticas generalmente aceptadas y las prácticas internacionales.
Al día siguiente, el presidente Yanukóvych promulgó los proyectos de ley y destituyó a Hennadiy Vorobiov como comandante de las Fuerzas Terrestres de Ucrania El jefe de gabinete presidencial Serhiy Lyóvochkin renunció a su cargo en protesta por las leyes, así como la portavoz presidencial Daria Chepak. De acuerdo con la aplicación de las nuevas leyes antisociales, el ministro del Interior Zajárchenko prometió que «cada infracción será tratada por nuestra parte con dureza».

## 19 a 27 de enero de 2014

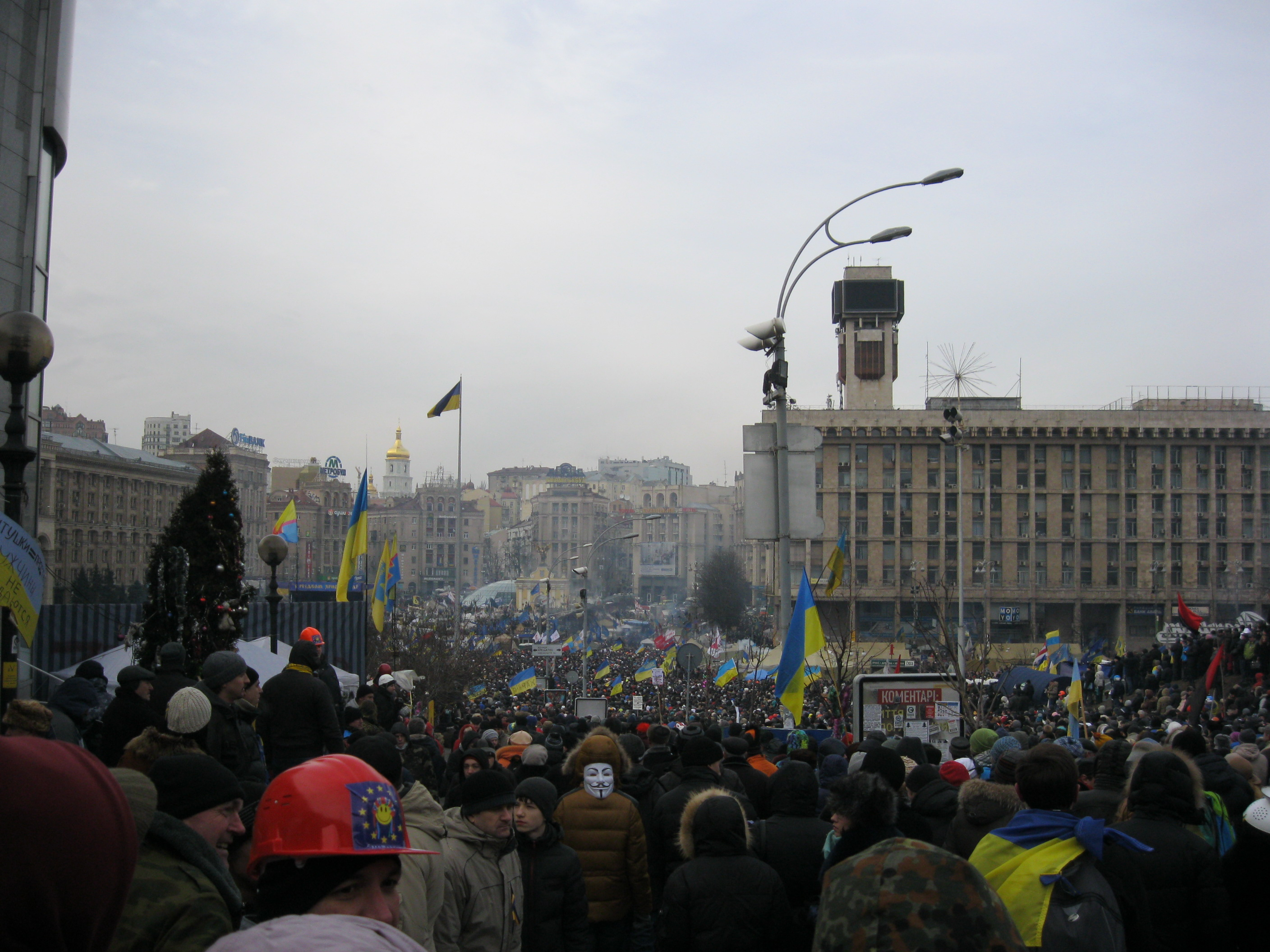
200.000 activistas protestan contra las leyes anti-protesta el 19 de enero en Kiev

El 19 de enero tuvo lugar una protesta masiva, la novena consecutiva, que reunió hasta 200.000 personas en el centro de Kiev para protestar contra las nuevas leyes antiprotesta, apodadas "leyes de la dictadura". A la concentración asistieron líderes de la oposición, pero también fue la primera aparición pública de Tetiana Chornovol desde su presunta agresión por parte de las autoridades. Muchos manifestantes desafiaron la prohibición de ocultar el rostro poniéndose máscaras, mientras que otros llevaban cascos y máscaras de gas. El líder de AutoMaidán, Dmytró Bulátov, exigió que se nombrara un único candidato de la oposición, y la multitud también coreó contra los líderes para que cumplieran con esta medida. Los líderes de Batkivshchyna, Arseniy Yatsenyuk y Oleksandr Turchýnov, declararon que se crearía un nuevo parlamento alternativo.

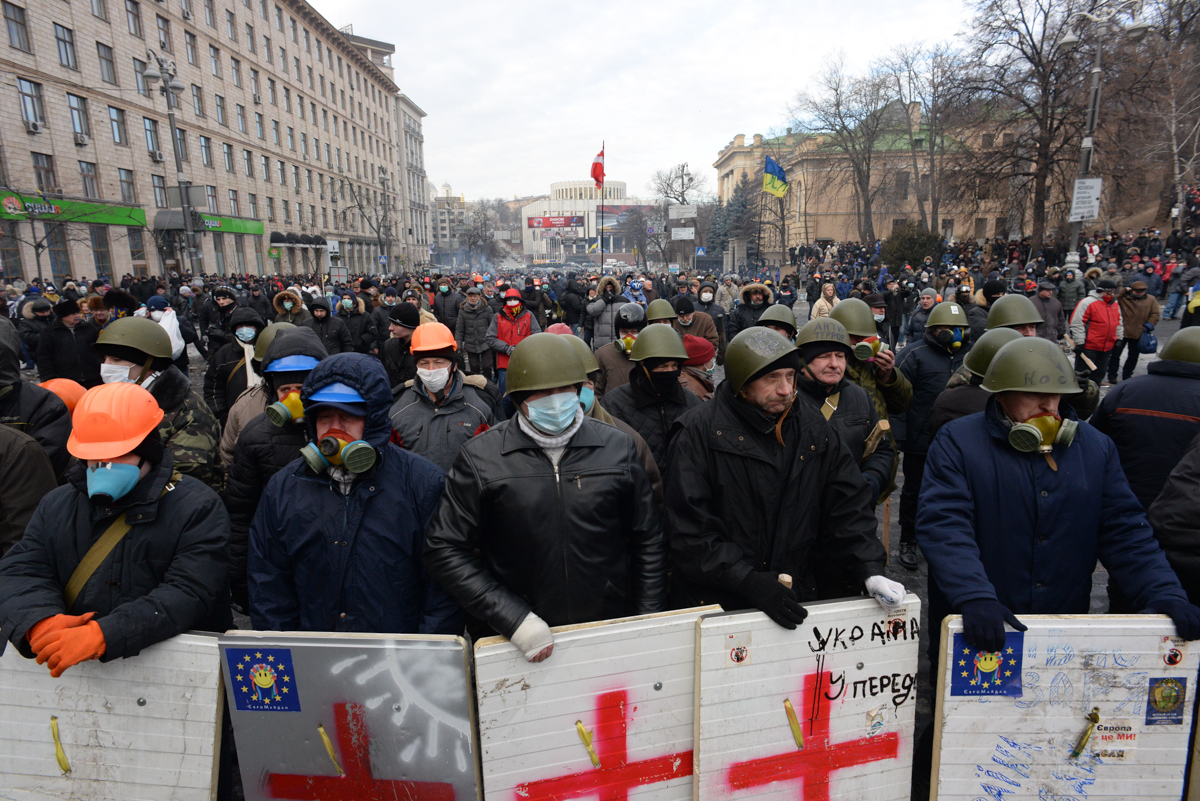
Manifestantes con casco se enfrentan a la policía, 20 de enero

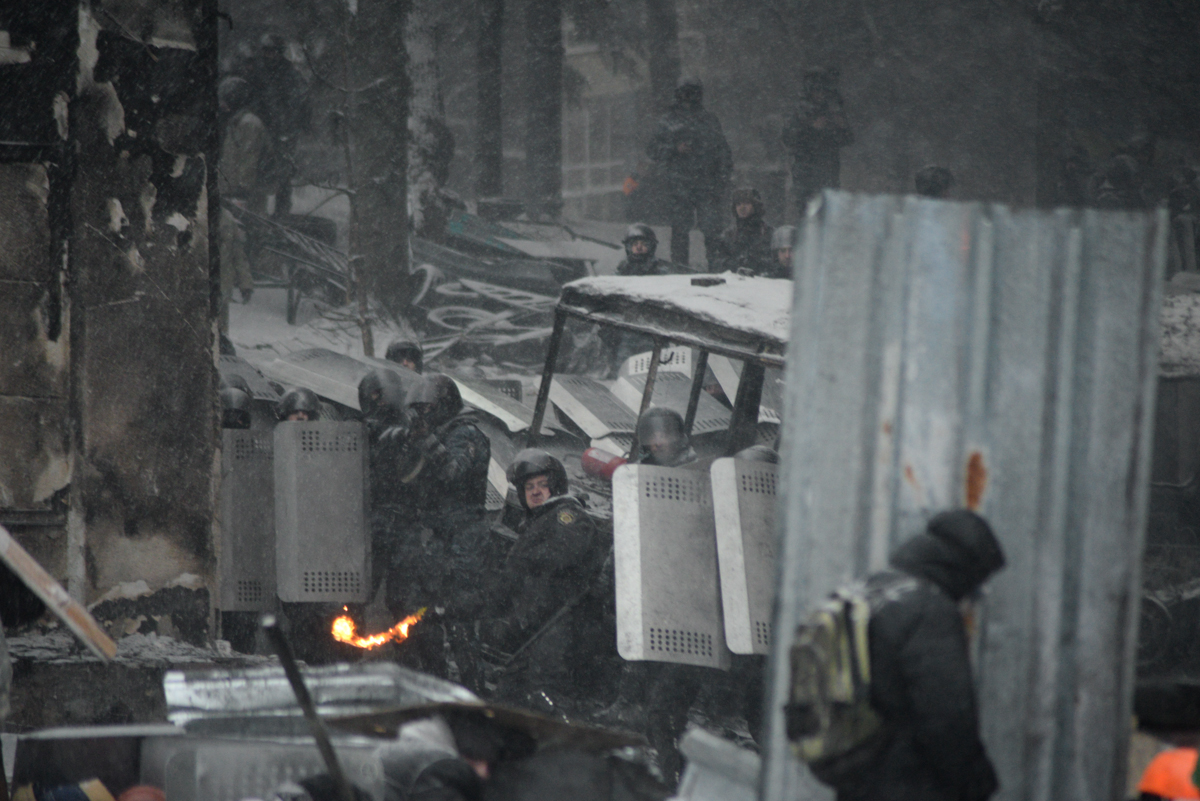
Foto de policías usando escopetas y arrojando cocteles molotov (no autorizados) a los manifestantes, 22 de enero

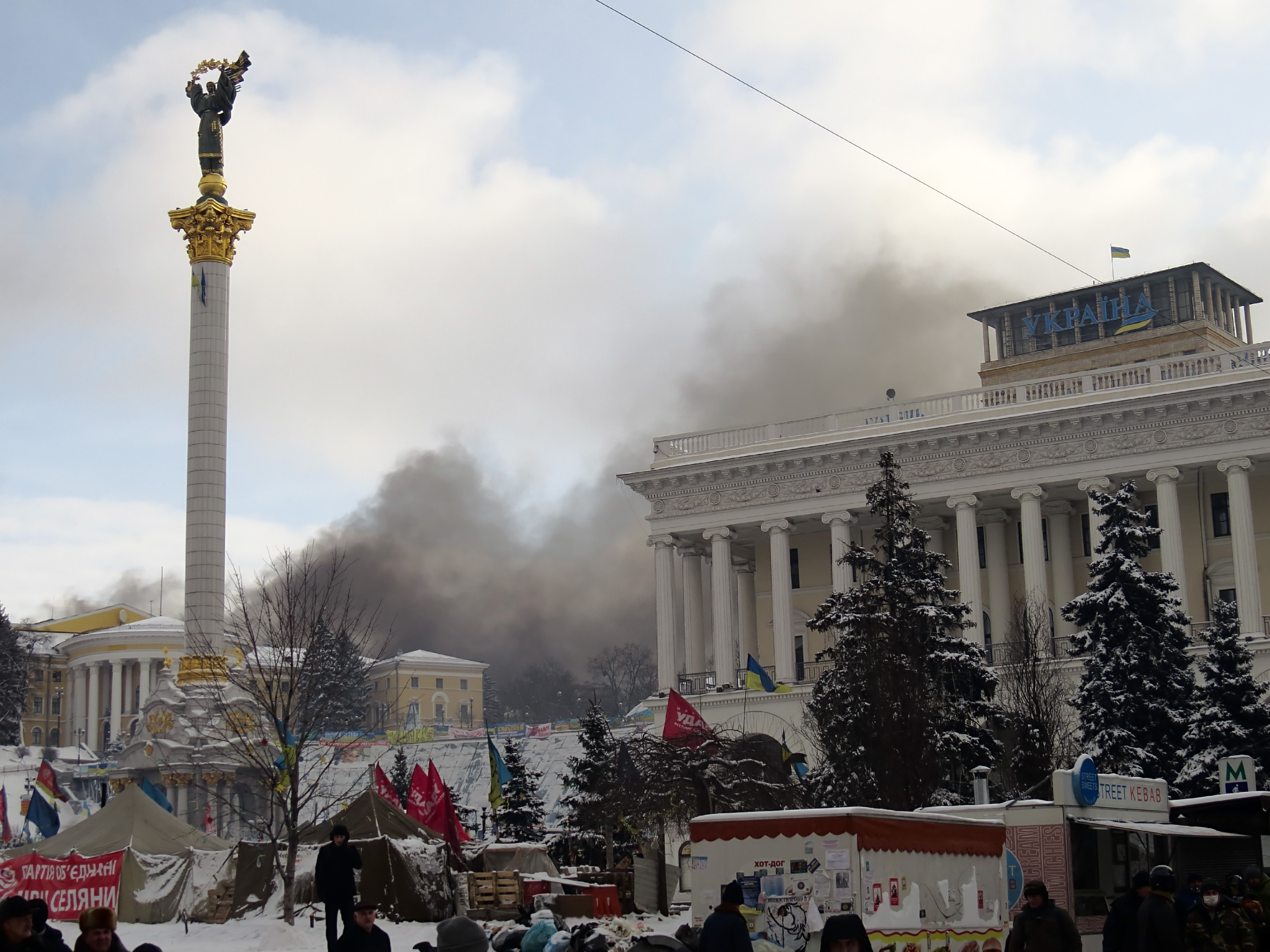
Humo en la calle Hrushévskoho visto desde la Plaza de la Independencia

Los activistas de Euromaidán, entre los que se encontraba el exjefe de la Armada ucraniana, el contralmirante Íhor Tenyuj, hicieron un llamamiento a los militares para que mostraran su "solemne lealtad al pueblo ucraniano" y no al "régimen criminal", y para que los miembros del ejército y de la policía no cumplieran las órdenes criminales, es decir, el uso de la fuerza contra civiles; aseguraron que aquellos que fueran despedidos por rechazar las órdenes de violencia serían reincorporados una vez que se instalara un nuevo gobierno para Ucrania.
Los enfrentamientos estallaron cuando miles de personas descendieron al parlamento por la calle Hrushévskoho, y fueron recibidos por cordones policiales y un bloqueo de coches, minifurgonetas y autobuses militares. Las protestas se convirtieron en disturbios y se produjeron enfrentamientos con la policía. Los disturbios de la calle Hrushévskoho se prolongaron del 19 al 21 de enero y en ellos participaron tanto activistas de Euromaidan como dirigentes de la oposición.
Entre el 21 y el 22 de enero, tres personas murieron durante los disturbios de la calle Hrushévskoho. El 21 de enero, la primera muerte se produjo después de que un hombre de 22 años se cayera desde lo alto de la columnata de 13 metros de altura situada frente al estadio del Dinamo mientras se enfrentaba a la policía de Bérkut, y sufriera fracturas en las vértebras cervicales de la columna. Los informes sobre el incidente debaten sobre si el hombre saltó del edificio para huir de la paliza, se cayó o si fue empujado por la policía. La segunda muerte se produjo a las 6 de la mañana del 22 de enero, cuando la policía disparó y mató a un manifestante que estaba escalando las barricadas en la zona del conflicto. Se informó de que recibió cuatro heridas de bala, una de ellas en la cabeza, y murió inmediatamente en el lugar de los hechos antes de ser trasladado al hospital. El tercero, un hombre bielorruso, también fue abatido por la policía. Los enfrentamientos se extendieron a la calle Lutheran, cerca de la Administración Presidencial, y los manifestantes lanzaron cócteles molotov.
El peligro surgió cuando pareció que los activistas que buscaban tratamiento en los hospitales estaban "desapareciendo". Los destacados activistas de Euromaidán Íhor Lutsenko y Yuriy Verbytsky fueron secuestrados por cinco desconocidos el 21 de enero a las 4 de la mañana en el hospital Oleksándrivska de Kiev. Lutsenko fue encontrado en el bosque al día siguiente con abundantes golpes en todo su cuerpo, pero Verbytsky fue asesinado; su cuerpo fue encontrado el 22 de enero.

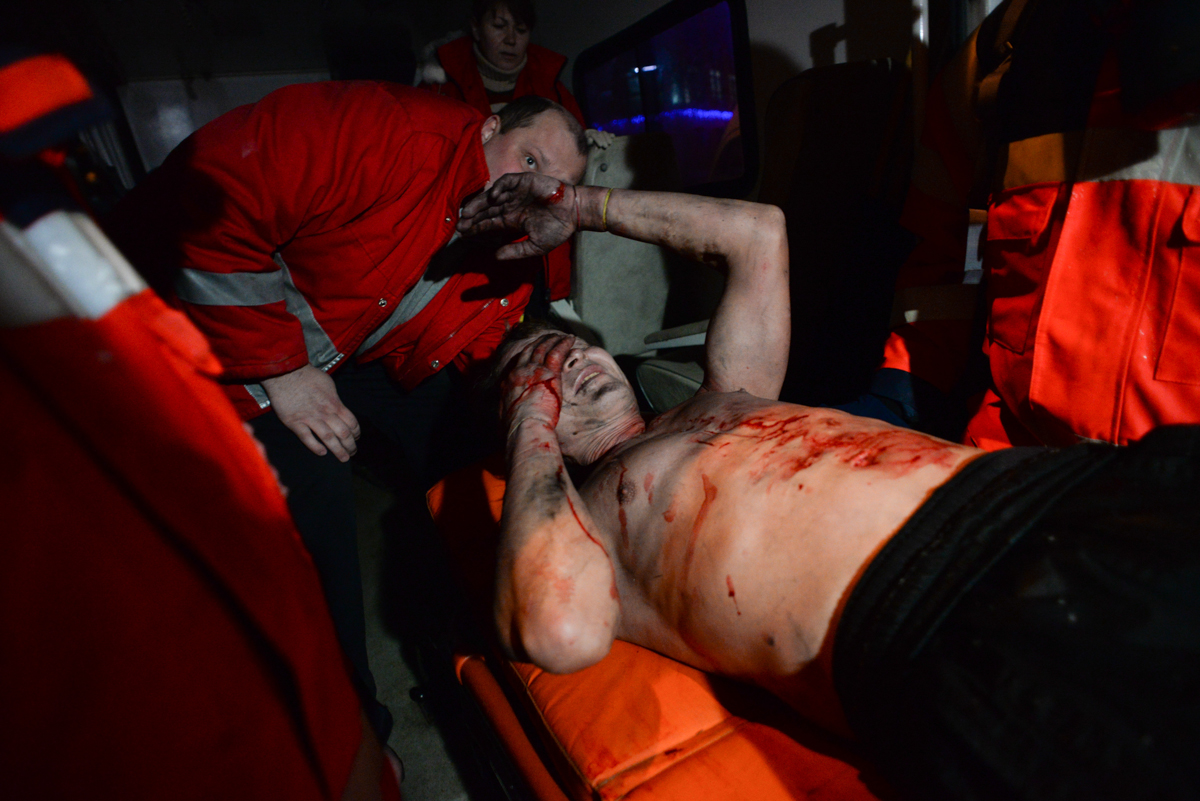
Un manifestante herido es atendido en el lugar

En respuesta a la escalada de la violencia, el gobierno permitió a la policía aumentar las medidas para detener los disturbios y las protestas. La policía pudo entonces bloquear las carreteras para restringir el acceso a la ciudad y permitió el uso de cañones de agua contra los alborotadores independientemente de la temperatura del aire, que era de -10 C en el momento del anuncio. A pesar de ello, unas 50.000 personas acudieron a Euromaidán para mostrar su apoyo. Se informó de que se estaban llevando tanques por ferrocarril desde Cherníhiv a Kiev, pero fuentes gubernamentales afirmaron que se dirigían en cambio a Odesa. La policía también publicó ilegalmente los nombres y direcciones de todos los activistas conocidos del AutoMaidan.[cita requerida]
El 22 de enero, el presidente entregó una serie de medallas a diversas personalidades de las fuerzas policiales y militares por su servicio en el conflicto. De manera controvertida, el presidente Yanukóvych intentó otorgar un premio al patriarca de la Iglesia Ortodoxa Ucraniana Filaret, que fue rechazado.
Los líderes de la oposición ofrecieron al presidente un plazo de 24 horas para ceder a sus demandas. Vitali Klichkó advirtió al gobierno de que los manifestantes "pasarían al ataque" si no se cumplían sus exigencias al día siguiente, mientras que Yatseniuk declaró: "Mañana avanzaremos juntos. Si una bala en la frente, pues bala en la frente". Siguiendo este sentimiento, la UNA-UNSO hizo un llamamiento a todos los ucranianos con armas para que se armasen para defender el Maidán.

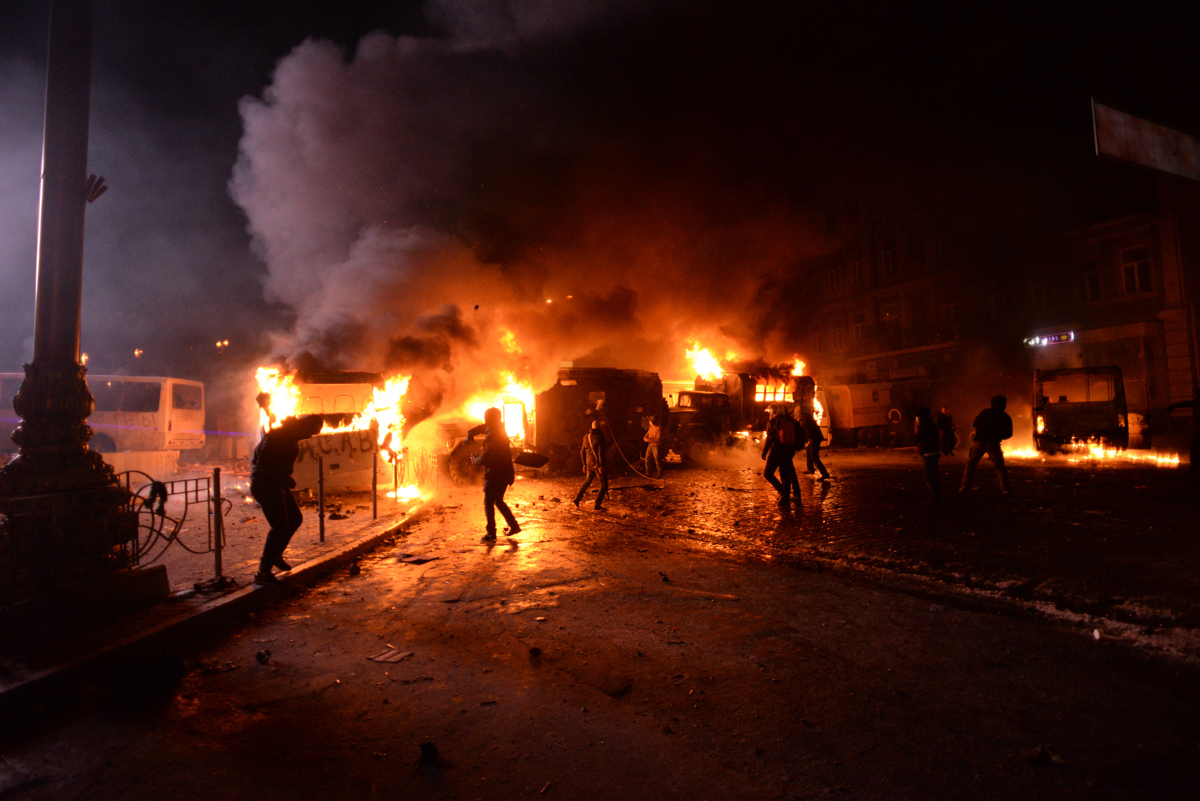
Manifestantes de orientación radical lanzando cócteles molotov en dirección a las posiciones de las tropas de Interior.

El 22 de enero, se desplegaron repentinamente al menos tres tanques desde Cherníhiv. Oficialmente los tanques iban a ser trasladados a la región de Odesa y no iban a ir a Kiev. El 23 de enero, se anunció que, debido a la complicada situación del país, todos los tanques habían sido devueltos a su lugar de base permanente.
Dos docenas de hombres enmascarados y armados con porras irrumpieron en el canal de televisión de Kiev a las 19:00. Más tarde, varios miles de manifestantes del grupo anti-Euromaidán "Kievianos por una ciudad limpia" rodearon la embajada de Estados Unidos en Kiev. El líder de la multitud, Iván Protsenko, culpó a la financiación e injerencia estadounidenses de los acontecimientos en Kiev, y los manifestantes lanzaron huevos a la embajada. Más tarde, algunos de estos piquetes de la embajada se enzarzaron en un altercado con los promotores después de que no se les pagara por su tiempo y participación en el piquete. En la madrugada del 23 de enero, la policía asaltó y destruyó un centro médico de la Cruz Roja de Euromaidán. Como continuación de la noche anterior, los grupos de activistas informaron de que se estaban produciendo apagones de televisión en todo el país a los canales que transmitían la cobertura de Euromaidán, y también se estaban produciendo bloqueos de Internet y de las redes sociales. La policía antidisturbios de Vínnitsa rechazó las órdenes de ser desplegada en Kiev después de que los informes de los activistas indicaran que se estaba movilizando a la policía y al ejército en todo el país. Los activistas de AutoMaidán fueron atacados y golpeados en el Parque Mariínskyi, y detenidos por la policía; a 9-10 vehículos se les rompieron las ventanillas o se les reventaron las ruedas. Ruslana calificó el ataque de "emboscada cuidadosamente planificada".
En entrevista con la BBC (Davos, Suiza), el primer ministro de Ucrania, Mykola Azárov, aseguró que la Bérkut no podía usar armas de fuego. La policía también trajo un cañón de agua, mientras que las temperaturas exteriores estaban bajo cero.
Los activistas de Euromaidán documentaron la brutalidad policial en múltiples ocasiones por parte de la Bérkut y de los soldados de las Tropas Internas de Ucrania, en las que los agentes agredían a los activistas e incluso a personas al azar y los humillaban utilizando un lenguaje excesivamente soez, y los obligaban a desnudarse. En un vídeo filtrado en YouTube, las tropas del Ministerio del Interior torturaron y humillaron a un activista de Euromaidán en la región de Pechersk, en Kiev, donde lo desnudaron en el frío después de golpearlo y lo fotografiaron los agentes. El vídeo, muy cercano, fue filtrado por un agente en una aparente muestra de la barbarie y el odio evidentes en las filas policiales. BBC News entrevistó a otro manifestante que estaba fotografiando los disturbios de la calle Hrushévskoho, y que luego fue golpeado y apuñalado por la policía.
El 23 de enero, surgieron informes de que la policía antidisturbios estaba empleando granadas improvisadas, pegando clavos y otra metralla a las granadas de aturdimiento convencionales.
El 23 de enero de 2014, la Bérkut detuvo a una voluntaria de 22 años del servicio médico de Euromaidán (nativa de Donetsk), confiscó todos sus documentos de identidad, la sacó de la ciudad y la abandonó en un bosque cerca de Výshhorod.
El 23 de enero. se informó que, según la esposa de un oficial activo de la Bérkut, se estaba ordenando a las tropas que evacuaran a sus familias de la ciudad. El FC Dinamo Kiev actualizó su página de Facebook con un Tryzub rojo y negro como señal de apoyo a la revolución. Los aficionados del FK Shajtar Donetsk también dieron su apoyo al movimiento Euromaidán.
El 23 de enero de 2014, los soldados de las Tropas Internas de Ucrania (VV) recibieron medallas con el título "Honor nacional a los militares encargados de hacer cumplir la ley", una medalla que de hecho no está en la lista oficial de premios estatales. Se entregaron premios a las unidades militares del Comando Territorial del Este (STK) #3057 (Mariúpol) y #3037 (Donetsk).
El 24 de enero, el presidente Yanukóvich declaró (en una reunión con líderes religiosos) que las llamadas "leyes de la dictadura" serían modificadas, afirmando que "prepararemos y comprometeremos soluciones junto con la oposición. Votaremos a favor de la modificación de estas leyes y así solucionaremos todos los problemas". En la misma reunión también declaró que "continuaremos el diálogo con los líderes de la oposición" y "haré todo lo posible para detener este conflicto y parar la violencia. Si podemos hacerlo con buena nota, dejémoslo con buena nota, y si no podemos, utilizaremos todos los métodos legítimos". También el 24 de enero, el ministro del Interior, Vitaliy Zajárchenko, garantizó "que la policía no tomará medidas de fuerza para desalojar el Maidán Nezalézhnosti". El 25 de enero de 2014 a las 00:40 (EET), el Ministerio del Interior (MVS) acusó a la seguridad de Euromaidán de agredir a tres policías. En su comunicado de prensa, el Ministerio del Interior (MVS) afirma que la llamada seguridad de Maidán atacó a tres oficiales que estaban de servicio. Uno de ellos fue golpeado con un cuchillo. Los militares detenidos fueron retenidos en el ayuntamiento. El herido había sido liberado y hospitalizado, mientras que se desconocía el destino de los otros dos. El MVS afirmó que un policía que caminaba hacia su casa vestido de civil murió de un tiro en la cabeza. El mismo día, el ministro del Interior, Vitali Zajárchenko, afirmó: "Según la información recibida por las fuerzas del orden, se están acumulando armas de fuego en la Cámara de Sindicatos y en la Administración Estatal de la Ciudad de Kiev" y "Los líderes de la oposición no quieren desvincularse de las fuerzas radicales, pero ya no son capaces de controlarlas, exponiendo a los ucranianos al peligro". La oposición negó que sus activistas hubiesen capturado policías y calificó de provocadora la declaración del Ministerio del Interior. También negó haber acumulado armas de fuego y acusó a las autoridades de establecer "un grupo criminal formado deliberadamente por las autoridades para llevar a cabo acciones destructivas en Maidan". Más tarde, el 25 de enero, Zajárchenko declaró que los manifestantes habían liberado a 2 policías cautivos, "los policías cautivos han sido torturados y ahora están hospitalizados". Vitaliy Zajárchenko declaró que en Kiev se podía encontrar el grado más alto de extremismo.
El 25 de enero, se celebró una tercera reunión desde el comienzo de los disturbios en la calle Hrushévskoho entre el presidente Yanukóvych y los tres principales líderes de la oposición, Yatseniuk, Klichkó y Tiahnybok, a petición del Consejo de Iglesias y Organizaciones Religiosas de Ucrania Durante la reunión, el presidente Yanukóvych ofreció el cargo de Primer Ministro de Ucrania a Arseniy Yatsenyuk y el cargo de Vice primer ministro de Ucrania a cargo de asuntos humanitarios a Vitali Klichkó.  El gobierno también ofreció una amnistía para los manifestantes que aceptasen liberar los edificios administrativos que habían tomado. Durante la reunión, el presidente Yanukóvych también prometió considerar cambios en la Constitución de Ucrania (que actualmente le otorga amplios poderes al presidente de Ucrania) ya sea a través de un referéndum o mediante legislación mediante la formación de un grupo de trabajo que incluya a todos los partidos en el parlamento de Ucrania para discutir el regreso a la constitución tal como era entre 2004 y 2010, en virtud de la cual el parlamento tenía muchos más poderes que en la actualidad. Según la ministra de Justicia, Olena Lúkash, el presidente Yanukóvych destituiría al segundo gobierno de Azárov si Yatsenyuk aceptaba el cargo de primer ministro. Sin embargo, Yatsenyuk le dijo a una gran multitud en la Plaza de la Independencia que, si bien la oposición generalmente está lista para aceptar el liderazgo del gobierno, el presidente Yanukóvich todavía tenía que cumplir con varias demandas clave de la oposición (incluidas las elecciones presidenciales anticipadas ) y que las conversaciones continuarían. En una conferencia de prensa posterior, Yatsenyuk dijo que "no descartamos la propuesta, pero tampoco la aceptamos. Estamos realizando consultas serias entre tres fuerzas de la oposición". Aproximadamente una hora después de que los líderes de la oposición hablaran, los disturbios en la calle Hrushévskoho continuaron.
Spilna Sprava, una escisión militante de Euromaidán, ocupó y posteriormente evacuó el Ministerio de Justicia después de que la ministra de Justicia, Olena Lúkash, amenazara con impulsar la imposición del estado de excepción. El 27 de enero, el Ministerio de Defensa anunció fuertes aumentos de sueldo para el personal militar, y el Consejo de Ministros adoptó una resolución secreta para sextuplicar el tamaño de las fuerzas de la Bérkut y Gryffon, hasta alcanzar los 30.000 efectivos; también se les daría más poder y se proporcionaría un fondo de reserva para municiones adicionales. El Ministerio de Justicia ordenó entonces la legalización de las "patrullas cívicas" de vigilancia, que se aplicarían a los titushky. Según se informa, el gobierno estaba planeando cerrar 30 calles de Kiev, y el Gabinete se preparaba para introducir la ley marcial.

## 28 de enero - 5 de febrero de 2014
El 28 de enero, el primer ministro Mykola Azárov presentó su dimisión en una sesión especial de emergencia de la Rada Suprema convocada por el presidente Víktor Yanukóvych. Posteriormente, el presidente aceptó la dimisión y firmó un decreto de destitución del Gabinete, que no entraría en vigor hasta que la Rada Suprema aprobara un nuevo Gabinete. Por lo tanto, el Segundo Gobierno de Azárov continuó como gobierno provisional. Azárov fue sustituido por el vice primer ministro Serhiy Arbúzov. Horas después de dimitir, Azárov huyó del país a Austria sin intención de volver en un futuro próximo.
Oleh Tyahnybok, líder de Svoboda, declaró que el Sr. Azárov había dimitido ante la inminente votación de censura que estaba destinado a perder. Además, el Partido de las Regiones se unió a los diputados de la oposición para derogar 9 de las 12 leyes antiprotestas aprobadas el 16 de enero. Los diputados de la oposición se comprometieron a aprobar versiones más limitadas de algunas de las restricciones derogadas. Por ejemplo, se restableció una disposición que penalizaba la destrucción de monumentos, pero se limitó sólo a los monumentos de los luchadores contra el fascismo, como los conmemorados en las estatuas de la Segunda Guerra Mundial. La destrucción de estatuas de Lenin ya no sería un delito.
El 29 de enero, a pesar de haberse comprometido a cumplir los acuerdos con Ucrania, Rusia reanudó los estrictos controles fronterizos y otras restricciones en la frontera para las mercancías ucranianas. Las aduanas rusas aumentaron los derechos del 5 al 40 por ciento sobre las mercancías.
El 29 de enero, se incendiaron en Kiev unos 23 coches con matrícula ucraniana occidental, y el 31, el coche de un empleado de la embajada de Canadá en Ucrania. La autoría de estos actos correspondió a un grupo terrorista de reciente creación llamado Sector Rojo (un juego de palabras con el nombre del grupo derechista Sector Derecho). En una declaración escrita de admisión, Sector Rojo dijo: "Sí, hoy hemos quemado muchos coches de los idiotas que han venido a Kiev, se han cagado en ella y se creen los amos. ¡No habrá revolución! Pedimos disculpas si hemos dañado la propiedad de la gente normal. Pero tienes que entender que si no hubiera sido por nuestros actos activos, los fascistas mañana pondrán una tienda en tu piso porque no les gustas. Y les importa una mierda la ley".
El 30 de enero, el presidente Yanukóvich se dio de baja por enfermedad respiratoria y fiebre alta. Según Rostislav Pavlenko, miembro del partido UDAR de Klichkó, esto fue sólo un movimiento táctico de Yanukóvych "Permite a Yanukóvych no firmar leyes, no reunirse con la oposición, ausentarse de las decisiones para resolver la crisis política". El 31 de enero, el presidente Yanukóvych firmó la ley del 28 de enero de 2014 que anulaba las llamadas leyes antiprotesta del 16 de enero de 2014. Yanukóvich anunció al día siguiente que viajaría a Moscú dentro de una semana para reunirse con Putin.
Más tarde, el día 30, el líder de AutoMaidán, Dmytró Bulátov, fue encontrado con vida después de haber estado desaparecido durante 8 días, su cuerpo fue arrojado en Borýspil para que se congelara; los periodistas que se comunicaron con él mostraron fotos que mostraban su cara llena de cicatrices y muy golpeada, y vestido con ropas manchadas de sangre. Le habían cortado la oreja y tenía perforaciones en las manos con clavos, lo que mostraba signos de que había sido crucificado mientras lo torturaban. Según Bulatov, los hombres que lo secuestraron hablaban con acento ruso. El líder de la oposición, Petró Poroshenko, sugirió que los secuestradores de Bulátov podrían ser los mismos que secuestraron a Ihor Lutsenko y mataron a Yuriy Verbytsky, ya que Bulátov fue encontrado en el mismo bosque que los otros dos, y le hicieron la misma línea de preguntas. El líder de la oposición, Arseniy Yatsenyuk, declaró que "los recientes acontecimientos con Dmytró Bulátov son la prueba de que ahora hay escuadrones de la muerte en Ucrania, como en América Latina". La policía sugirió que sus heridas y su historia podrían haber sido escenificadas por él mismo "para causar una respuesta pública negativa". La policía lo incluyó al día siguiente, junto con otros activistas de AutoMaidán, en la lista de personas buscadas en el país por causar "disturbios masivos". El 31 de enero, la policía intentó detener a Bulátov en un hospital de Kiev, pero fue detenida por los manifestantes que lo protegieron. "Insistiremos en Múnich en que se inicie una investigación internacional sobre todos los hechos de asesinatos, malos tratos, torturas, secuestros de personas y aquellos incidentes en los que los periodistas fueron objeto de ataques y disparos. Los recientes sucesos de Dmytró Bulátov son una prueba de que ahora hay escuadrones de la muerte en Ucrania, como en América Latina", dijo Arsenyi Yatsenyuk, líder del Partido de la Patria. El político de la UE Carl Bidt culpó a las autoridades ucranianas de haber cometido los crímenes contra Bulátov, y dijo que estos actos no debían quedar impunes. El portavoz del Alto Comisionado de las Naciones Unidas para los Derechos Humanos, Rupert Colville, pidió una investigación. Leonid Kozhara, ministro de Asuntos Exteriores ucraniano, declaró que "físicamente, este hombre está en buenas condiciones, y lo único que tiene es un rasguño en una de sus mejillas".
La BBC informó de que un autobús lleno de partidarios del gobierno fue detenido en las afueras de Kiev por la policía, que los confundió con activistas de Euromaidán y los agredió. A pesar de que los pasajeros gritaron "estamos en el mismo bando que vosotros", la policía procedió a golpear a los pasajeros. El autocar fue atacado porque su matrícula era de Ucrania occidental; el grupo procedía en realidad de la ciudad de Sebastopol, en el sur de Crimea.
El 31 de enero de 2014, el ministro del MVS Vitaliy Zajárchenko solicitó oficialmente el uso de RPO-A Shmel (lanzacohetes de 90 mm) para utilizarlos contra los manifestantes para restablecer el orden. El 1 de febrero de 2014, el MVS comentó que el uso de lanzallamas por parte de sus fuerzas era inexacto. Shmel y Shmel-M son cartuchos con granadas de gas de acción lacrimógena.
El 31 de enero de 2014, el Servicio de Seguridad de Ucrania (SBU) acusó al partido de la oposición Batkivshchyna de preparar un golpe de Estado.
El domingo 2 de febrero de 2014, las protestas celebradas en la Plaza de la Independencia contaron con unas 50.000 personas.
El 3 de febrero de 2014, el presidente Yanukóvich reanudó sus funciones tras cuatro días de enfermedad. Según el político del Partido de las Regiones Yuriy Miroshnichenko, ese mismo día declaró que nunca declararía el estado de excepción ni utilizaría tropas u otro tipo de fuerza para desalojar la principal zona de protestas de Kiev, la Plaza de la Independencia, "porque esos también son nuestros ciudadanos" Supuestamente, mientras tanto (según funcionarios estadounidenses y europeos, el Departamento de Estado de EE. UU y la Alta Representante de la UE para Asuntos Exteriores, Catherine Ashton, en una entrevista con The Wall Street Journal) se estaba preparando un paquete de ayuda financiera conjunta entre la UE y EE. UU. para poner fin a las crisis en Ucrania El 3 de febrero de 2014, el presidente de la Comisión Europea, José Manuel Barroso, dijo a los periodistas: "No vamos a ir a un concurso para decir quién paga más por una firma de Ucrania".
La UNIAN describió la situación en la Plaza de la Independencia y la calle Hrushévskoho al mediodía del 3 de febrero de 2014 como "tranquila". E informó de 1.000 manifestantes en la Plaza de la Independencia y 50 en la calle Hrushévskoho.
El 4 de febrero de 2014, la oposición trató sin éxito de impulsar en la Rada Suprema (Parlamento de Ucrania) una amnistía incondicional para todos los manifestantes detenidos y la vuelta a la Constitución tal y como estaba entre 2004 y 2010. Según el representante del presidente en la Rada Suprema, Yuriy Miroshnychenko, "el proceso de negociación sigue en marcha, pero vemos señales de un camino que nos permitiría salir de esta situación... hemos empezado a avanzar". El mismo día, el vicepresidente de Estados Unidos, Joe Biden, instó en una llamada telefónica al presidente Yanukóvich a aceptar el apoyo internacional para resolver la crisis política y a retirar la policía antidisturbios, liberar a los detenidos y procesar a los responsables de las agresiones a periodistas y manifestantes.
Catherine Ashton visitó Ucrania los días 4 y 5 de febrero de 2014 y se reunió con la oposición ucraniana y el presidente Yanukóvich. El 5 de febrero de 2014, la Rada Suprema no aprobó ninguna ley, pero según el presidente de la Rada Suprema, Volodýmyr Rybak, al día siguiente trabajarían "los líderes de los partidos y una comisión de trabajo para preparar una ley de reforma constitucional". Y el líder de la oposición, Yatsenyuk, declaró en una entrevista a la Deutsche Welle: "Nuestro plan a largo plazo prevé la preparación de un proyecto de nueva Constitución y su aprobación para septiembre. Nuestra perspectiva a corto plazo es lograr la vuelta a la Constitución de 2004 como decisión temporal hasta que adoptemos una nueva Constitución". Añadió que estaba dispuesto a ser primer ministro, pero sólo en un gobierno con representantes de la oposición y con la Constitución de 2004 de nuevo en vigor. El 6 de febrero de 2014, el líder del Partido de las Regiones, Oleksandr Yefrémov, declaró que su partido participaría en la redacción de las enmiendas a la Constitución de Ucrania y añadió: "Lo vemos así: en septiembre debemos adecuar la ley principal del país a la disposición que actualmente corresponde a nuestra sociedad".

## Del 6 al 17 de febrero de 2014
El 6 de febrero de 2014, un artefacto explosivo en un paquete etiquetado como "Medicina" estalló en el Edificio de los Sindicatos, cerca de la Plaza de la Independencia, hiriendo a dos activistas de la óblast de Leópolis: Román Dzvinivskiy, de 20 años, con una mano destrozada, y Nazar Derzhilo, de 16 años, que perdió un ojo. La explosión tuvo lugar en el quinto piso donde se encuentra la sede revolucionaria del Sector Derecho. Dzvinivskiy llevaba una chaqueta con una insignia del Sector Derecho. La víctima describió al hombre que le dio los explosivos como alguien que hablaba ucraniano con acento ruso y que lo felicitó por su heroísmo antes de darle la caja que contenía los explosivos. En la Casa Ucraniana se encontraron otros explosivos más potentes; un conductor del Automaidán los retiró. La diputada del Batkivshchyna, Olesya Orobéts, citando a 3 fuentes internas, dijo que creía que toda la operación era un intento de hacer pasar a Sector Derecho por una organización extremista que estaba preparando material explosivo contra el gobierno en su sede. Al día siguiente, el ministro del Interior, Vitali Zajárchenko, sugirió que la explosión se había producido "...mientras se fabricaba una bomba" porque "...los grupos radicalizados de derecha se están preparando para perturbar la paz y no se detendrán ante nada, ni siquiera ante un atentado terrorista. Así lo demuestran las informaciones operativas que tenemos y los últimos acontecimientos en la Casa de los Sindicatos, donde se ha montado una explosión". Orobéts argumentó que se trataba de explosivos improvisados y no fabricados in situ: "A juzgar por las lesiones, no se trata de un explosivo casero. La fuerza de la explosión demuestra que procedía de un arsenal militar".
Se produjo un escándalo diplomático cuando una conversación entre la subsecretaria de Estado para Asuntos Europeos y Euroasiáticos del Departamento de Estado de Estados Unidos, Victoria Nuland, y el embajador de Estados Unidos en Ucrania, Geoffrey R. Pyatt, fue aparentemente interceptada y subida a YouTube.
El 6 de febrero de 2014, el fiscal general de Ucrania, Víktor Pshonka, declaró que la nueva ley de amnistía se aplicaría a 259 personas y que unas 70 seguirían detenidas. Afirmó que la ley de amnistía solo se aplicaría si los manifestantes liberaban todos los edificios administrativos sin excepción, deamantelaban las barricadas y desbloqueaban las rutas de transporte en todas las regiones de Ucrania antes del 17 de febrero de 2014.
El 6 de febrero de 2014, un alto asesor del presidente ruso Vladímir Putin, Serguéi Gláziev, declaró en una entrevista con (la edición ucraniana de) Kommersant que Estados Unidos estaba ignorando el Memorando de Budapest sobre garantías de seguridad de 1994 porque (según él) estaba gastando 20 millones de dólares a la semana en grupos de la oposición ucraniana, incluyendo el suministro de armas a los "rebeldes". Entre otras cosas, "hay información de que en el recinto de la embajada estadounidense se entrena a los combatientes, que los están armando". Gláziev también sugirió que "en una situación en la que las autoridades se encuentran con un intento de golpe de estado, simplemente no tienen otra opción [que usar la fuerza]. De lo contrario, el país se verá sumido en el caos". Según Gláziev, "de acuerdo con este documento (el memorando), Rusia y Estados Unidos son garantes de la soberanía y la integridad territorial de Ucrania y, francamente, [Rusia está] obligada a intervenir cuando surjan situaciones de conflicto de este tipo".
El 7 de febrero de 2014, Victoria Nuland declaró en una rueda de prensa en Kiev que Estados Unidos estaba dispuesto a proporcionar ayuda a Ucrania "si se mueve rápidamente en la dirección de la protección de los derechos humanos, la dignidad, la desescalada del conflicto y la reforma política. De lo contrario, la UE, el Fondo Monetario Internacional y Estados Unidos no proporcionarán ayuda financiera a Ucrania".
El 9 de febrero, los líderes de la oposición anunciaron la formación de unidades de autodefensa en todo el país. Vitali Klichkó dijo que la gente podía apuntarse a los equipos de autodefensa a través de su partido UDAR, mientras que el líder de la oposición, Yuriy Lutsenko, llamó a la gente a coger bates de béisbol y cascos para proteger las protestas. Lutsenko habló en ruso durante un llamamiento a los ucranianos del este para que se unieran a las protestas. El politólogo Oleksiy Haran especuló con que la reunión de Yanukóvich con Putin en Sochi se hizo para recibir permiso para dispersar por la fuerza las protestas. Más tarde, las unidades de autodefensa del Euromaidán encontraron una sala que contenía servidores informáticos y grabaciones de activistas, que también creían que era donde se fabricaron los explosivos del atentado contra el edificio de los sindicatos. El edificio era propiedad del ministro de Educación, Dmytro Tabachnyk.
El 15 de febrero se informó de que el líder de la Asamblea Social Nacionalista, que formaba parte de la coalición del Sector Derecho, había desaparecido; el SNA advirtió de que si no aparecía, tomarían medidas.
El 15 de febrero, Podrobnosti informó de que miembros del grupo antimaidán "Kievianos por una ciudad limpia" intentaron desmantelar las barricadas y se enfrentaron a las unidades de autodefensa organizadas por Svoboda. La policía informó de que los activistas de "Ciudad Limpia" fueron golpeados por 10 guardias de autodefensa, cuyos miembros estaban armados con porras, lanzaron petardos y gas lacrimógeno; según los activistas presentes en el lugar de los hechos, los activistas de Ciudad Limpia que atacaron las barricadas fueron acusados de ser titushky y provocadores a sueldo, y se les vio en fotos llevando cintas rusas de San Jorge.
El 17 de febrero se aprobó la "Ley de amnistía de los manifestantes ucranianos" (la exención de responsabilidades penales y de penas para los manifestantes de Euromaidan que cometieron delitos en el período comprendido entre el 27 de diciembre de 2013 y el 2 de febrero de 2014) después de que se cumplieran las condiciones (desalojo de los edificios administrativos incautados, entre ellos las administraciones estatales regionales, los órganos de autogobierno y la Administración Estatal de la ciudad de Kiev, y el desbloqueo de la calle Hrushevskoho de Kiev) para la tarde del 16 de febrero. Según un corresponsal de UNIAN, algunas calles de Kiev seguían bloqueadas. También el 17 de febrero, el ministro de Finanzas ruso, Anton Siluanov, declaró que Rusia liberaría el siguiente tramo de 2.000 millones de dólares del préstamo de 15.000 millones de dólares concedido a Ucrania el 17 de diciembre de 2013 esa misma semana.

## 18-23 de febrero de 2014
El 18 de febrero de 2014, 20.000 manifestantes de Euromaidán en Kiev avanzaron hacia el Parlamento de Ucrania en apoyo de la vuelta de la Constitución de Ucrania a su forma anterior a 2004. La policía y los manifestantes dispararon armas, con munición real y de goma, y la policía utilizó gases lacrimógenos y de granadas aturdidoras en un intento de repeler a miles de manifestantes, que se defendieron con armas rudimentarias y explosivos. Los enfrentamientos más graves tuvieron lugar en el parque Mariinskyi, en la calle Hrushevskoho y en la calle Institutska, cerca de la calle Shovkovychna. Al menos 26 personas murieron, entre ellas 10 policías, y al menos 1.100 resultaron heridas tras los enfrentamientos de la policía con los manifestantes durante el día. Más tarde, la policía asaltó el principal campamento de protesta en la Plaza de la Independencia. Después de que el presidente Yanukóvich se negara a aceptar un alto el fuego y la vuelta a las manifestaciones pacíficas, el líder de la oposición, Arseniy Yatsenyuk, dijo que "estamos realmente en el umbral de la página más dramática de la historia de nuestro país."
El 19 de febrero de 2014, las autoridades de Kiev ordenaron controles policiales, restricciones al transporte público y el cierre de escuelas, lo que, según Ukrayinska Pravda, equivalía a un estado de emergencia de facto. U n diputado reconoció en una entrevista que el estado de emergencia se estaba aplicando de facto en todo el país, ya que el transporte a la capital estaba paralizado. Rusia había sido advertida oficialmente sobre su intervención en los asuntos internos de Ucrania. El 20 de febrero, el ministro del Interior, Vitaliy Zajárchenko, anunció que había firmado un decreto para autorizar el uso de munición real contra los manifestantes. El mismo día llegó extraoficialmente a Boryspil una delegación rusa de siete personas, entre ellas Vladislav Surkov, comisario del "escenario ucraniano" en el Kremlin. La delegación fue recibida por el jefe del departamento de contrainteligencia del SBU, Volodýmyr Bik. Según el ministro de Asuntos Exteriores ruso, Serguéi Lavrov, uno de los miembros, el coronel general del FSB Serguéi Beseda, llegó a Kiev para asegurarse del nivel adecuado de seguridad de la embajada rusa, lo que se consideró improbable, ya que nadie de la embajada rusa llegó a reunirse con sus compatriotas. Según Andréi Soldátov, la delegación visitó Kiev para asegurarse la lealtad de Yanukóvich.
El 21 de febrero, el presidente Yanukóvich y el Parlamento declararon los días 22 y 23 de febrero como nuevos días de luto "debido a la pérdida de vidas humanas como consecuencia de los disturbios masivos".
En la Plaza de la Independencia, Klichkó anunció que él y la oposición votarían pronto la destitución de Víktor Yanukóvich en el Parlamento, cuyo proyecto de ley se había registrado en la sesión anterior. En el Parlamento, el presidente Volodymyr Rybak presentó su dimisión, alegando una supuesta enfermedad. Se desconocía el paradero de Yanukóvich, a pesar de que los medios de comunicación informaron de que había volado a Járkov. Oleksandr Turchýnov declaró que, de hecho, la mayoría de los ministros habían desaparecido, así como el ministro del Interior, Vitali Zajárchenko (del que se decía que había huido a Bielorrusia) y el presidente Víktor Yanukóvych, "El único órgano legítimo que queda es la Rada Suprema, así que estamos aquí para votar hoy. Las principales tareas para hoy son: votar al nuevo presidente, al primer ministro y al ministro del Interior". El Parlamento votó a Turchýnov como nuevo presidente y Yulia Timoshenko fue liberada de su cautiverio, tras lo cual viajó a Kiev y se dirigió a los miles de manifestantes del Euromaidán. El 23 de febrero, Turchýnov también fue elegido presidente temporal.
En el Congreso de las regiones del Sur y del Este, los diputados aprobaron una resolución en la que se declaran dispuestos a asumir la responsabilidad de proteger el orden constitucional en su territorio. Afirmaron que los recientes acontecimientos en Kiev habían conducido a la parálisis del poder central y a la desestabilización del país.

## Consecuencias
Los manifestantes afirmaron que las barricadas en la Plaza de la Independencia se mantendrían al menos hasta el 25 de mayo de 2014, día de las elecciones presidenciales ucranianas de 2014.
Desde que Vitali Klichkó fue elegido alcalde de Kiev el 25 de mayo de 2014, las autoridades estuvieron negociando con los manifestantes para desalojar la Plaza de la Independencia.
El 7 de agosto de 2014, una parte de las barricadas y tiendas de campaña fueron retiradas tras los enfrentamientos entre los activistas y los batallones de la Guardia Nacional Kiev-1 y Kiev-2. En la mañana del 8 de agosto de 2014, se llegó a un acuerdo entre una parte de las autodefensas de Maidán y la alcaldía para el desalojo de la calle Jreshchátyk a cambio de la liberación de los prisioneros capturados por la Guardia Nacional en los días anteriores. El alcalde Vitali Klichkó pidió a los habitantes de Kiev que vinieran a ayudar a limpiar el Maidán en la mañana del 9 de agosto. Ese día, en lugar de limitarse a limpiar Jreshchátyk como se había prometido, casi todo el Maidán fue limpiado apresuradamente por algunos habitantes de Kiev y hombres de paisano contratados. El desmantelamiento continuó hasta el 10 de agosto, cuando no quedaba ni una sola tienda de campaña.
A pesar de que Vitali Klichkó prometió que permitiría que el escenario permaneciera en la plaza, el Batallón Kiev-1 vino a desmantelar el escenario. A mediodía del 10 de agosto, activistas y habitantes de Kiev volvieron a montarlo parcialmente para que siguiese funcionando.